# Т-55
Т-55 — советский средний танк.
Основной танк создан на базе основного и среднего танка Т-54. Принят на вооружение Советской армии ВС СССР в 1958 году. Производился с 1958 года по 1979 год. Танк Т-55 является первым в мире серийным танком, оборудованным автоматической системой противоатомной защиты (ПАЗ) — пионер нового поколения боевых машин, способных вести боевые действия в условиях применения противником ядерного оружия. Стал первым основным и средним танком в наличии в войсках, получившим комплекс активной защиты (КАЗ «Дрозд»). Т-55 и его модификация Т-55А широко экспортировались и находятся на вооружении многих вооружённых сил государств мира. В западных источниках Т-54 и Т-55 часто упоминаются как Т-54/55.

## История создания
Работы по созданию танка на базе среднего танка Т-54Б были начаты в 1957 году на Заводе № 183 в инициативном порядке под руководством Л. Н. Карцева. Работы велись параллельно с организацией серийного производства Т-54Б. Машина получила обозначение «Объект 155». При создании танка был использован весь задел конструктивных решений, полученный при модернизации Т-54. Первые опытные образцы, а также первая серийная партия были изготовлены с использованием башен танка Т-54Б. В 1957 году были изготовлены два опытных образца. В период с зимы 1957 года до весны 1958 года, машины прошли государственные испытания. После чего, 8 мая 1958 года постановлением Совета министров СССР № 493-230 «Объект 155» был принят на вооружение Советской армии ВС Советского Союза под обозначением Т-55.
Главное усовершенствование заключалось в установке полноценной системы противоатомной защиты с датчиком рентгеновского излучения.
Среди других усовершенствований:
- Повышение мощности двигателя на 60 л. с.
- Установка термодымовой аппаратуры, создававшей дымовую завесу путём впрыска топлива в выхлопной коллектор.
- Установка баков-стеллажей, что позволило увеличить боекомплект к пушке с 34 до 43 выстрелов, а также увеличить ёмкость топливных баков.
- Дополнение воздушных баллонов воздушным компрессором для более надёжного пуска двигателя, сохранения ресурса аккумуляторных батарей и исключения необходимости заменять отработанные воздушные баллоны на заряженные от внешнего источника.
- Автоматическая система пожаротушения «Роса»[9].
- Гидропневмоочистка смотрового прибора механика-водителя и планетарный бортовой редуктор[9].
- В отличие от Т-54 на новом танке сначала не устанавливался зенитный пулемёт ДШКМ, так как против реактивных самолётов с их высокими скоростями он был уже неэффективен. В конце 1960-х годов, когда появились противотанковые вертолёты, зенитный пулемёт вернули.

## Серийное производство
В 1958 году в Советском Союзе было развёрнуто серийное производство танков Т-55 и его модификаций на Заводе № 75, Заводе № 183 и Заводе № 174, продолжавшееся до 1979 года. За годы серийного производства только на заводе № 174 было выпущено 13 032 танка Т-55 (включая танки Т-55 с плавсредствами), Т-55К, Т-55А и Т-55АК. По сведениям западных СМИ, всего в СССР было выпущено 20 тыс. машин всех модификаций. Помимо СССР танки Т-55 выпускались и в ряде других стран:
- Польша — 1500 единиц Т-55 произведено в период с 1964 по 1978 годы[12];
- Румыния — 400 единиц Т-55 произведено под обозначениями TR-580 и TR-77 в период с 1970 по 1977 годы[12];
- Чехословакия — 1700 единиц Т-55 произведено по лицензии в период с 1964 по 1973 годы[12] на заводе ZTS в Мартине.

| Год   | Т-55 | Т-55К | Т-55 | Т-55А | Т-55А | Т-55АК | Всего        |
| ----- | ---- | ----- | ---- | ----- | ----- | ------ | ------------ |
| 1958  | 610  | —     | —    | —     | —     | —      | 610          |
| 1959  | 1602 | 200   | —    | —     | —     | —      | 1802         |
| 1960  | 2174 | 100   | 20   | —     | —     | —      | 2294         |
| 1961  | 2225 | 50    | 20   | —     | —     | —      | 2295         |
| 1962  | 1626 | 50    | —    | —     | 20    | —      | 1696         |
| 1963  | 225  | 50    | —    | —     | 465   | —      | 740          |
| 1964  | —    | —     |      | 20    | 590   | 20     | 630          |
| 1965  | —    | —     |      | 30    | 436   | 4      | 470          |
| 1966  | —    | —     |      |       |       |        |              |
| 1967  | —    | —     |      |       |       |        |              |
| 1968  | —    | —     |      |       |       |        | 780          |
| 1969  | —    | —     |      |       |       |        | 800          |
| 1970  | —    | —     |      |       |       |        |              |
| 1971  | —    | —     |      |       |       |        |              |
| 1972  | —    | —     |      |       |       |        |              |
| 1973  | —    | —     |      |       |       |        |              |
| 1974  | —    | —     |      |       |       |        |              |
| 1975  | —    | —     |      |       |       |        |              |
| 1976  | —    | —     | —    |       |       |        |              |
| 1977  | —    | —     | —    |       |       |        |              |
| 1978  | —    | —     | —    |       |       |        |              |
| 1979  | —    | —     | —    |       |       |        |              |
| Всего | 8462 | 450   | 202  |       |       |        | более 13 287 |

## Описание конструкции

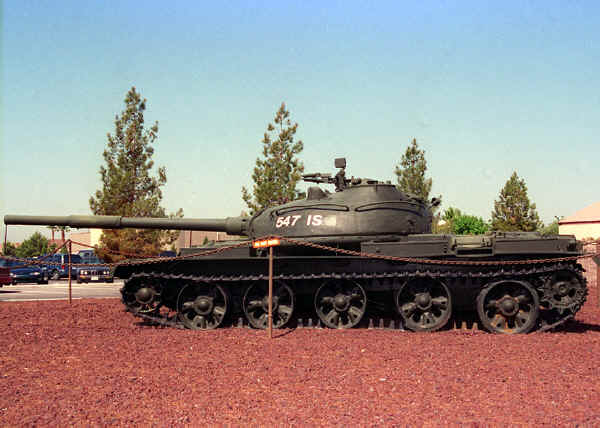
В отличие от Т-55, Т-62 не имел заметного просвета между первым и вторым катком

Классическая компоновка корпуса танка, унаследованная от Т-44, обеспечивала преимущества данного танка перед зарубежными аналогами.
Т-55 являлся вполне современным танком в конце 1950-х и до начала 1970-х годов. В 1980-х годах было проведено немало модернизаций танка (Т-55М, Т-55МВ, Т-55АД и другие) с целью повысить огневую мощь и защиту к тому времени устаревшего танка. В 1990-х годах некоторые восточноевропейские страны (Румыния, Словения и другие) также проводили модернизации.
Противотанковые управляемые ракеты «Бастион» пробивали 550 мм брони, что явно не соответствует современным показателям (бронирование современных модификаций М1 «Abrams» составляет не менее 700-мм против кумулятивных боеприпасов и не менее 450-мм против подкалиберных плюс угол наклона бронелистов, английские «Челленджер 2», французские «Леклерк» имеют ещё более мощное бронирование). Также модернизированные версии танка (Т-55М, Т-55МВ) имеют крайне слабое бронирование. Т-55МВ выдерживает кумулятивные боеприпасы в лобовой проекции бронепробиваемостью менее 250 мм по нормали (под углом 90 градусов к броне). Бронепробиваемость РПГ-7 доходит до 600 мм за динамической защитой. Даже управляемые противотанковые ракеты 1970—80 годов имеют бронепробиваемость 400—800 мм. Т-55М имеет дополнительные бронелисты (бронирование эквивалентно 300—400 мм) что впрочем недостаточно, зато масса значительно больше чем у других Т-55 (40 тонн против 36-37 у других модификаций). За годы войны в Сирии правительственными войсками было потеряно более 800 танков, большинство из которых Т-54/55 и Т-72М. На 2017 год танки сняты с вооружения в России (остаются на хранении), Индии, Польше, Германии (перешли от ГДР) и других странах. Однако в африканских и некоторых азиатских странах модернизированные версии танка будут востребованы ещё не одно десятилетие.
Танки Т-54/55 и их китайские копии снискали славу «танкового Автомата Калашникова» за их малую стоимость модернизации, запасных частей, простоту эксплуатации и обслуживания, высокую надёжность большинства агрегатов.

## Модификации
Т-55 образца 1960 года
Начиная с 1960 года на выпускаемых танках Т-55 устанавливались:
- дублирующий гидропневматический привод управления 19-дисковым главным фрикционом;
- призменный прибор у наводчика;
- воздушно-жидкостная система очистки смотровых приборов механика-водителя.

Т-55А
Советская модификация танка Т-55,танк отличался повышенным уровнем противоатомной защиты за счёт установки противорадиационных материалов снаружи и внутри обитаемых отделений, а также отсутствием курсового пулемёта. Выпускался с 1962 по 1977 год.
Т-55А продолжал совершенствоваться на протяжении всего серийного производства:
- С 1965 года на танк стали устанавливать гусеницы с резинометаллическими шарнирами, усиленную коробку передач и ПМП с 17 стальными дисками трения вместо 13.
- С 1969 года вновь стали устанавливать зенитный крупнокалиберный пулемёт ДШКМ, а с начала 1970-х годов — НСВ.
- С 1974 года танк получил лазерный дальномер КТД-1 «Нева», новый гамма-датчик ГД-1М и радиостанцию Р-123.

Так же были введены прицел ТШ-2Б-32П, гирокомпас ГПК-59, на некоторых танках установлены минные тралы ПТ-55, часть танков получила новое бульдозерное оборудование БТУ или БТУ-55.
Т-55К
Командирский вариант Т-55. Из отличительных особенностей: дополнительная радиостанция Р-112, навигационная аппаратура, зарядное устройство АБ-1-П/30; боекомплект пришлось уменьшить до 37 выстрелов. Т-55К командира батальона получили две радиостанции Р-123 (или Р-123М), а командира полка Р-123 и Р-130.
Т-55А на Поклонной горе в Москве
Т-55АК
Командирский вариант Т-55А. Оборудование идентично Т-55К.
ТО-55 (объект 482)
Огнемётный танк, выпускался с 1960 года. Вместо спаренного пулемёта установлен огнемёт АТО-200, стабилизированный вместе с пушкой в двух плоскостях. Пушка и курсовой пулемёт сохранены. В носовой части корпуса смонтирован бак для огнесмеси ёмкостью 460 л.
- Ёмкость огнемётного выстрела 35 литров.
- Дальность выстрела 200 метров.
- Боекомплект: 12 огневых выстрелов, 25 выстрелов к пушке, 750 патронов к курсовому пулемёту.

Опытный Т-55 с комплексом «Алмаз»
Опытный вариант, разработанный в 1961 году. В результате разработки были проведены испытания возможности применения телевизионного комплекса при езде и стрельбе из танка. В состав комплекса входили три камеры, одна располагалась на корпусе и служила для механика-водителя, остальные были установлены в башне. Положение членов экипажа было изменено. В результате полученных исследований было выяснено, что комплекс способен обеспечивать стрельбу танка на дальности от 1500 до 2000 метров. В ходе испытаний комплекс «Алмаз» показал ненадёжную работу, поэтому танк не был принят на вооружение.

## Модернизации танка Т-55/Т-55А
Т-55АМ

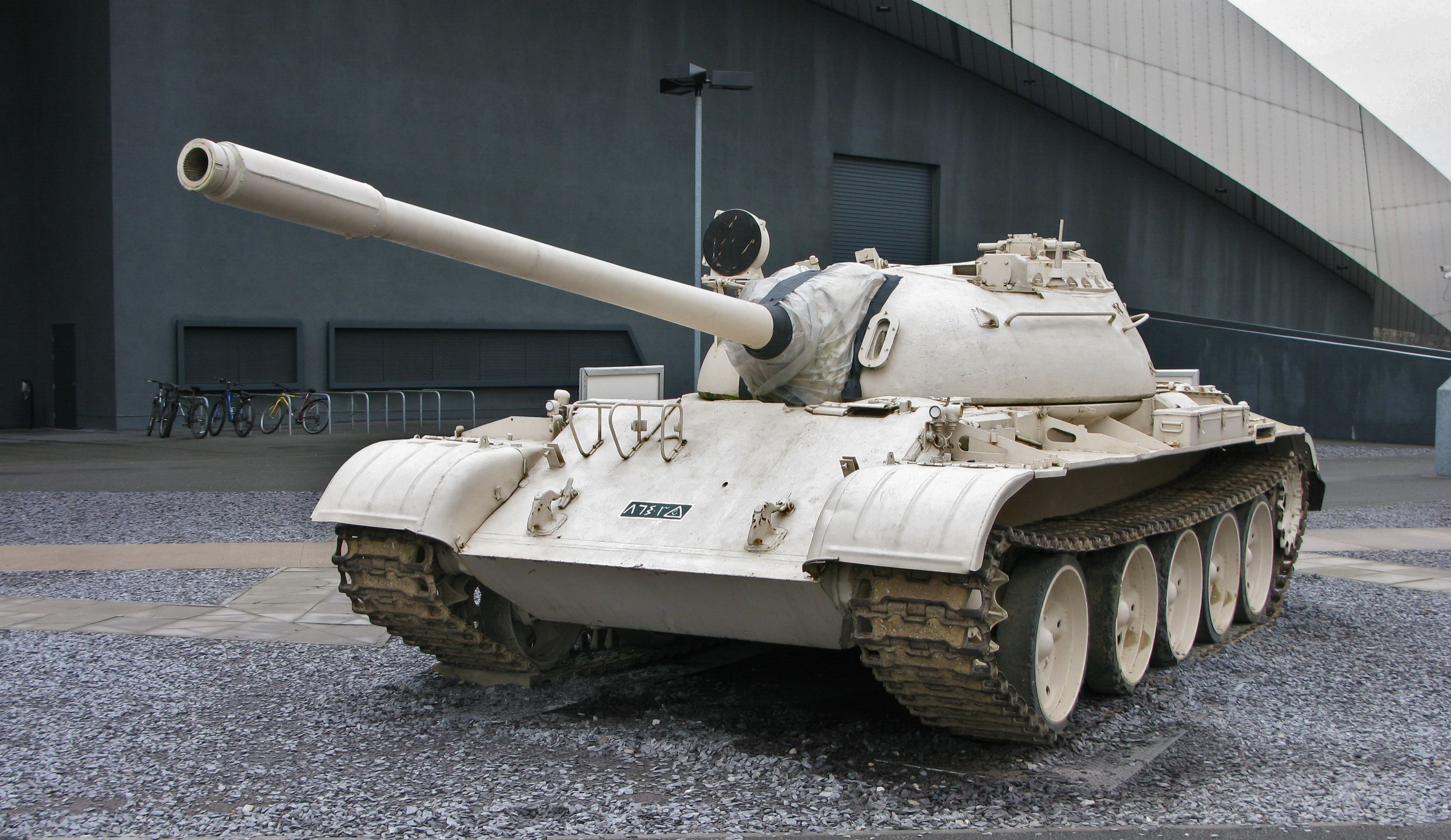
Иракский Т-55 в английском музее.

Модернизация Т-55А до уровня Т-55М. Разработан в 1983 году. На танке была установлена: дополнительная броневая защита башни, корпуса и днища; резинотканевые бортовые противокумулятивные экраны; комплекс управляемого вооружения 9К116-1 «Бастион»; двигатель В-55У, мощностью 620 л. с.; новая система управления огнём «Волна» (лазерный дальномер КТД-2, баллистический вычислитель БВ-62, прицел ТШСМ-32ПВ и стабилизатор «Циклон» М1); теплозащитный кожух на ствол пушки; система запуска дымовых гранат 902Б «Туча» и система защиты от напалма «Сода». Часть машин оснащалалась зенитным пулемётом ДШКМ. Модернизирована ходовая часть, установлены гусеничные ленты ГМШ с повышенными грунтозацепами. Танк оснащался радиостанцией Р-173 и радиоприёмником Р-173П.
Т-55АМ-1
Вариант модернизации Т-55А, от Т-55АМ отличается установкой дизельного двигателя В-46-5М мощностью 690 л. с.
Т-55АД

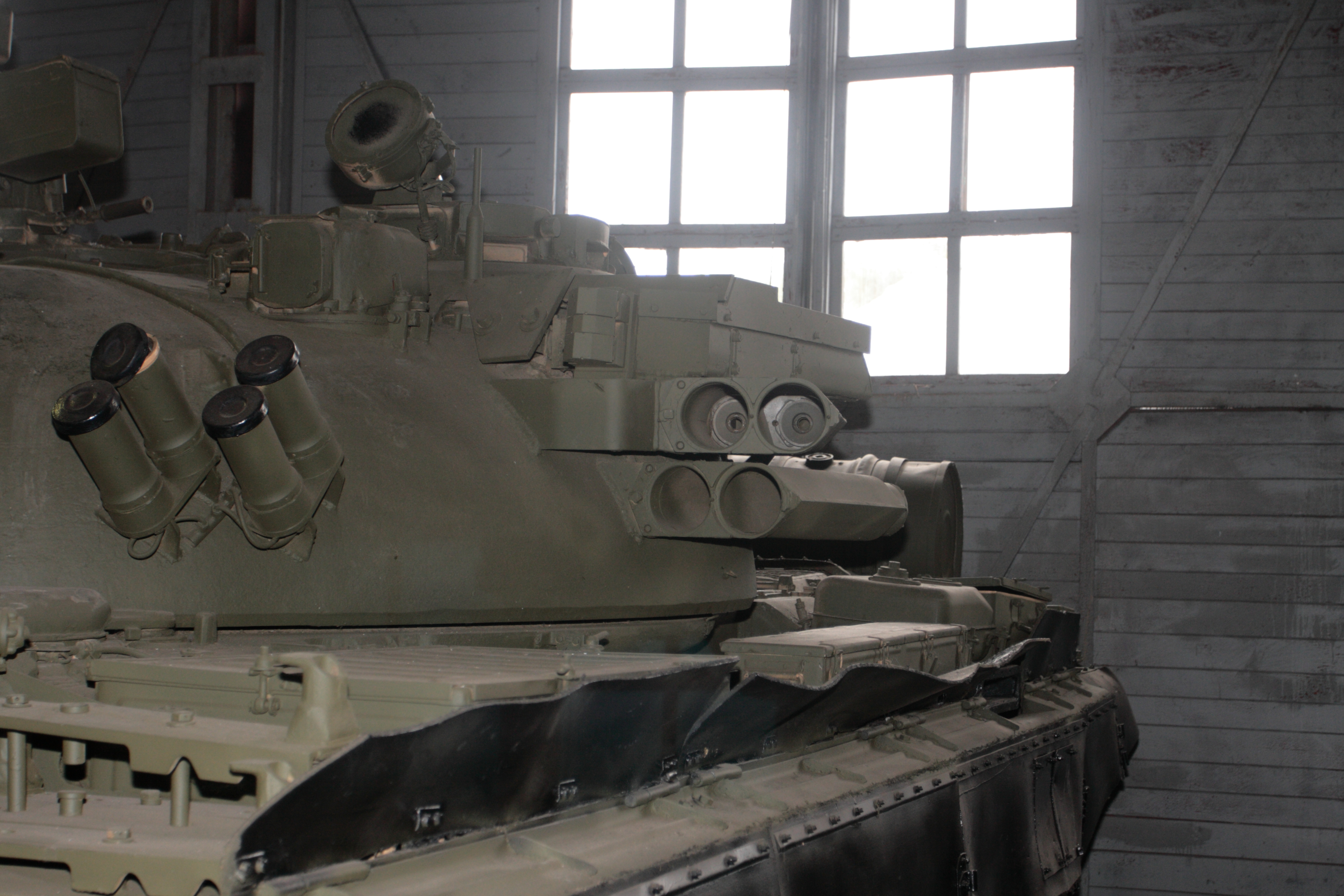
Активная защита и гранатомёты системы постановки дымовой завесы на танке Т-55АД.

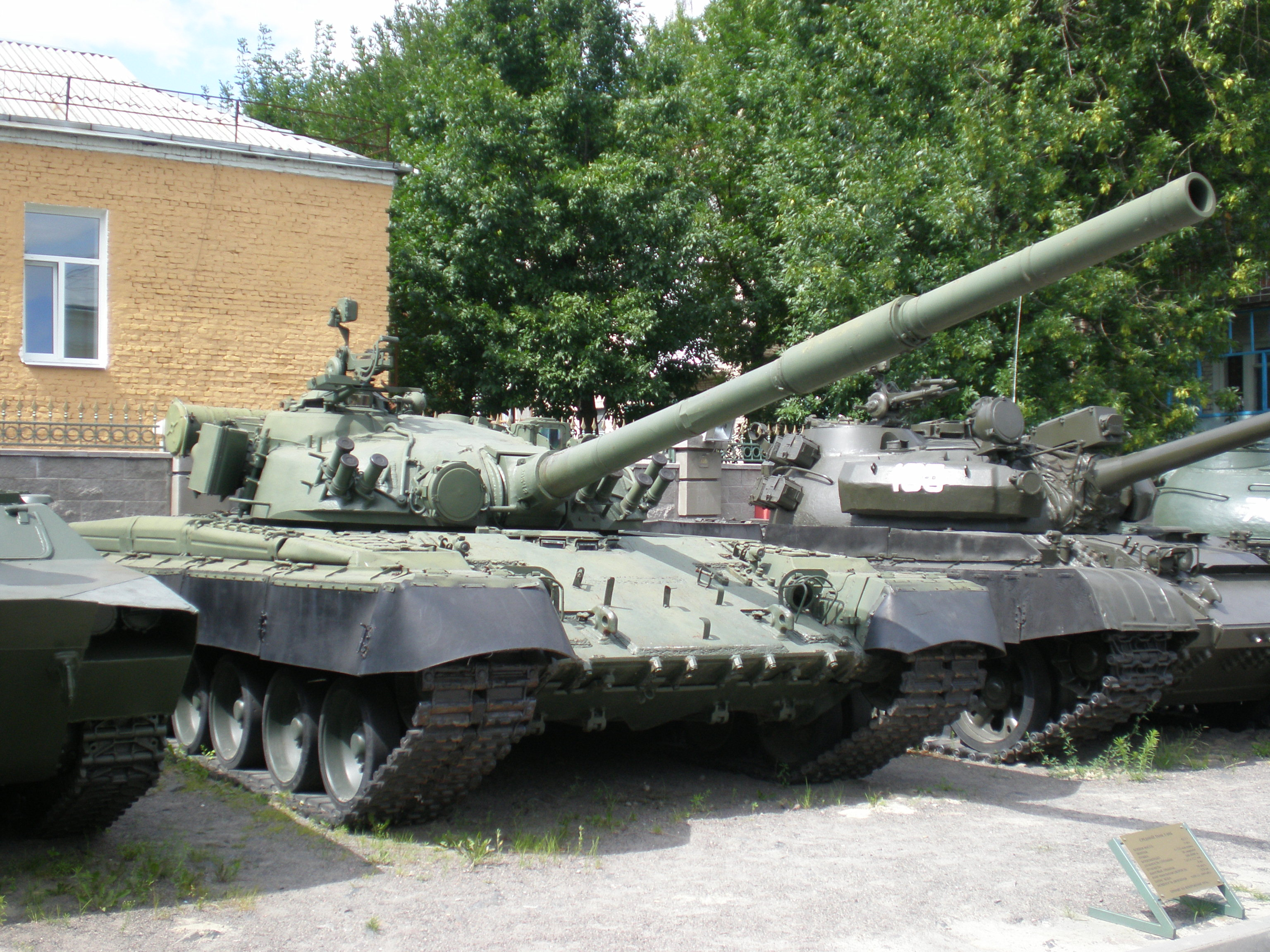
Т-80Б (слева) и Т-55АМ (справа) в Музее Воинской славы в Гомеле.

Модернизация Т-55А. Разработан в 1983 году. На танке был установлен: комплекс активной защиты 1030М «Дрозд» с выстрелами 3УОФ14, дополнительная броневая защита корпуса и днища, резинотканевые бортовые противокумулятивные экраны, двигатель В-55У, мощностью 620 л. с., лазерный дальномер КТД-2, баллистический вычислитель БВ-62, система запуска дымовых гранат 902Б «Туча».
Т-55АД-1
Вариант модернизации Т-55А, от Т-55АД отличается установкой дизельного двигателя В-46-5М мощностью 690 л. с.
Т-55АМВ
Модернизация Т-55А. Разработан в 1985 году. На танке была установлена: навесная динамическая защита, резинотканевые бортовые противокумулятивные экраны, комплекс управляемого вооружения 1К116-1 «Бастион», двигатель В-55У, мощностью 620 л. с., новая система управления огнём «Волна» (лазерный дальномер КТД-2, баллистический вычислитель БВ-62, прицел ТШСМ-32ПВ и стабилизатор «Циклон» М1), теплозащитный кожух на ствол пушки, система запуска дымовых гранат 902Б «Туча» и система защиты от напалма «Сода». Часть машин оснащалась зенитным пулемётом ДШКМ. Модернизирована ходовая часть, установлены гусеничные ленты ГМШ с повышенными грунтозацепами. Танк оснащался радиостанцией Р-173 и радиоприёмником Р-173П.
Т-55М
Модернизация Т-55. Разработан в 1983 году. На танке была установлена: дополнительная броневая защита башни, корпуса и днища; резинотканевые бортовые противокумулятивные экраны; комплекс управляемого вооружения 9К116-1 «Бастион»; двигатель В-55У, мощностью 620 л. с.; новая система управления огнём «Волна» (лазерный дальномер КТД-2, баллистический вычислитель БВ-62, прицел ТШСМ-32ПВ и стабилизатор «Циклон» М1); теплозащитный кожух на ствол пушки; система запуска дымовых гранат 902Б «Туча» и система защиты от напалма «Сода». Часть машин оснащалась зенитным пулемётом ДШКМ. Модернизирована ходовая часть, установлены гусеничные ленты ГМШ с повышенными грунтозацепами. Танк оснащался радиостанцией Р-173 и радиоприёмником Р-173П.
Т-55М-1
Вариант модернизации Т-55, от Т-55М отличается установкой дизельного двигателя В-46-5М мощностью 690 л. с.
Т-55М1
Вариант модернизации Т-55, от Т-55М отличается отсутствием КУВ
Т-55М1-1
Вариант модернизации Т-55, от Т-55М1 отличается установкой дизельного двигателя В-46-5М мощностью 690 л. с.
Т-55МВ
Модернизация Т-55. Разработан в 1985 году. На танке была установлена: навесная динамическая защита, резинотканевые бортовые противокумулятивные экраны, комплекс управляемого вооружения 9К116-1 «Бастион», двигатель В-55У, мощностью 620 л. с., новая система управления огнём «Волна» (лазерный дальномер КТД-2, баллистический вычислитель БВ-62, прицел ТШСМ-32ПВ и стабилизатор «Циклон» М1), теплозащитный кожух на ствол пушки, система запуска дымовых гранат 902Б «Туча» и система защиты от напалма «Сода». Часть машин оснащалась зенитным пулемётом ДШКМ. Модернизирована ходовая часть, установлены гусеничные ленты ГМШ с повышенными грунтозацепами. Танк оснащался радиостанцией Р-173 и радиоприёмником Р-173П.
Т-55М2
Экспортный вариант танка Т-55. Разработан в 1983 году. Установлены резинотканевые бортовые противокумулятивные экраны и система защиты от напалма «Сода».
Т-55М5

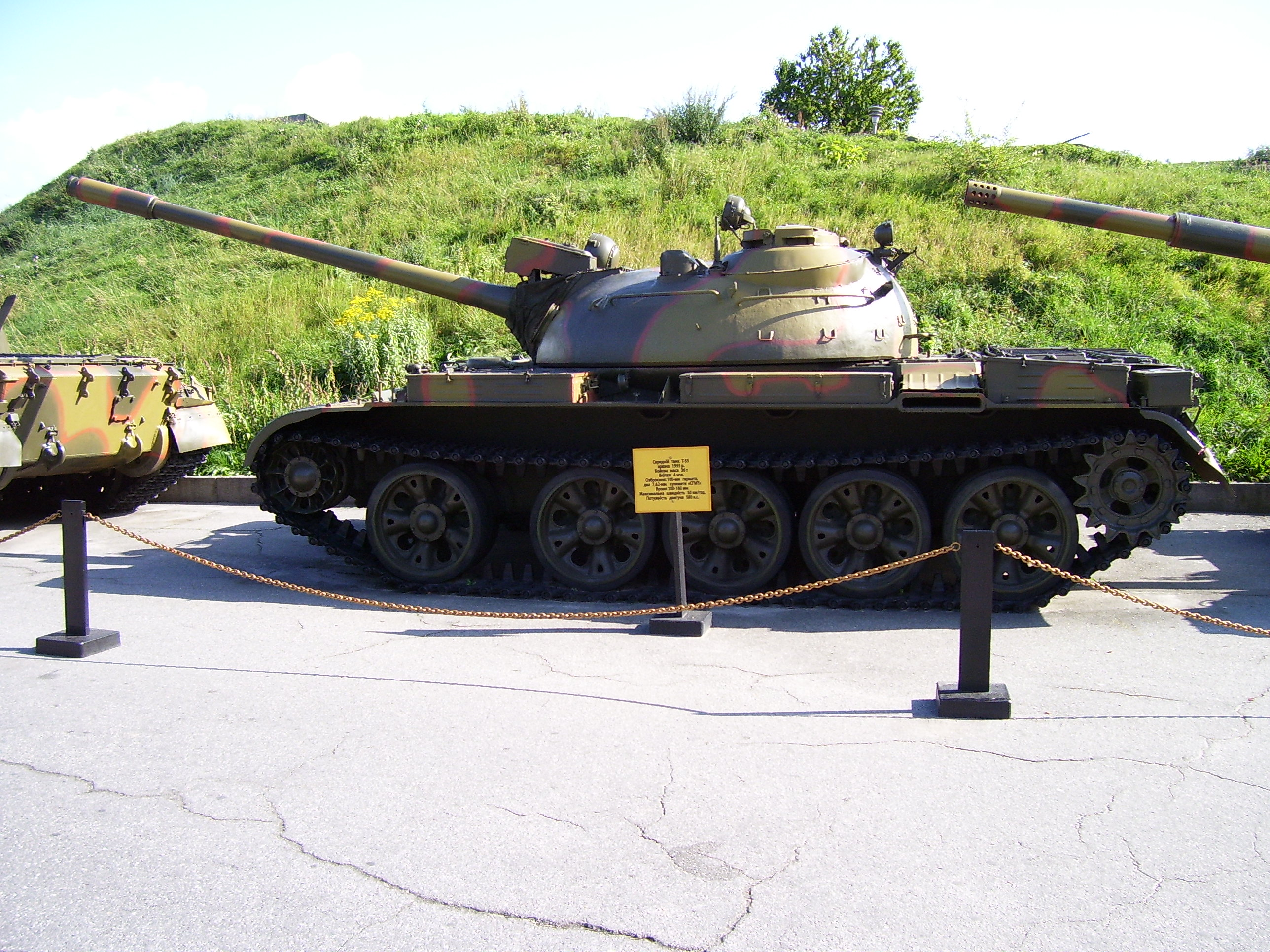
Т-55 в Киеве

Модернизация Т-55. На танке была установлена: встроенная динамическая защита башни и корпуса, резинотканевые бортовые противокумулятивные экраны, двигатель В-46-5М, мощностью 690 л. с. (ранее В-55У мощностью 620 л. с.), новая автоматизированная система управления огнём, теплозащитный кожух на ствол пушки, система запуска дымовых гранат 902Б «Туча», зенитный пулемёт, система противопожарного оборудования, современные средства связи, комбинированный прибор механика-водителя ТВК-3 и модернизированный прибор командира ТКН-1СМ. Усилена ходовая часть. Возможна установка комплекса управляемого вооружения 9К116-1 «Бастион».
Т-55М6
Модернизация Т-55. На танке была: установлена башня от Т-72Б с 125-мм пушкой, а позади башни контейнер с автоматом заряжания на 22 выстрела; встроенная динамическая защита башни и корпуса; двигатель В-46-5М мощностью 690 л. с.; новая система управления огнём (по выбору заказчика — от Т-72Б или Т-80У). Корпус удлинён, добавлен шестой опорный каток. Возможна установка опорных катков от Т-55, Т-72 и Т-80.

## Иностранные варианты Т-55
- Т-55АМ1 — чехословацкий танк, результат первого этапа программы модернизации Т-55А. На танке была установлена новая система управления огнём «Kladivo» («Кладиво», чеш. «Молоток») (с лазерным дальномером и баллистическим вычислителем) и система обнаружения и оповещения об облучении танка лазерным прицелом SDIO.

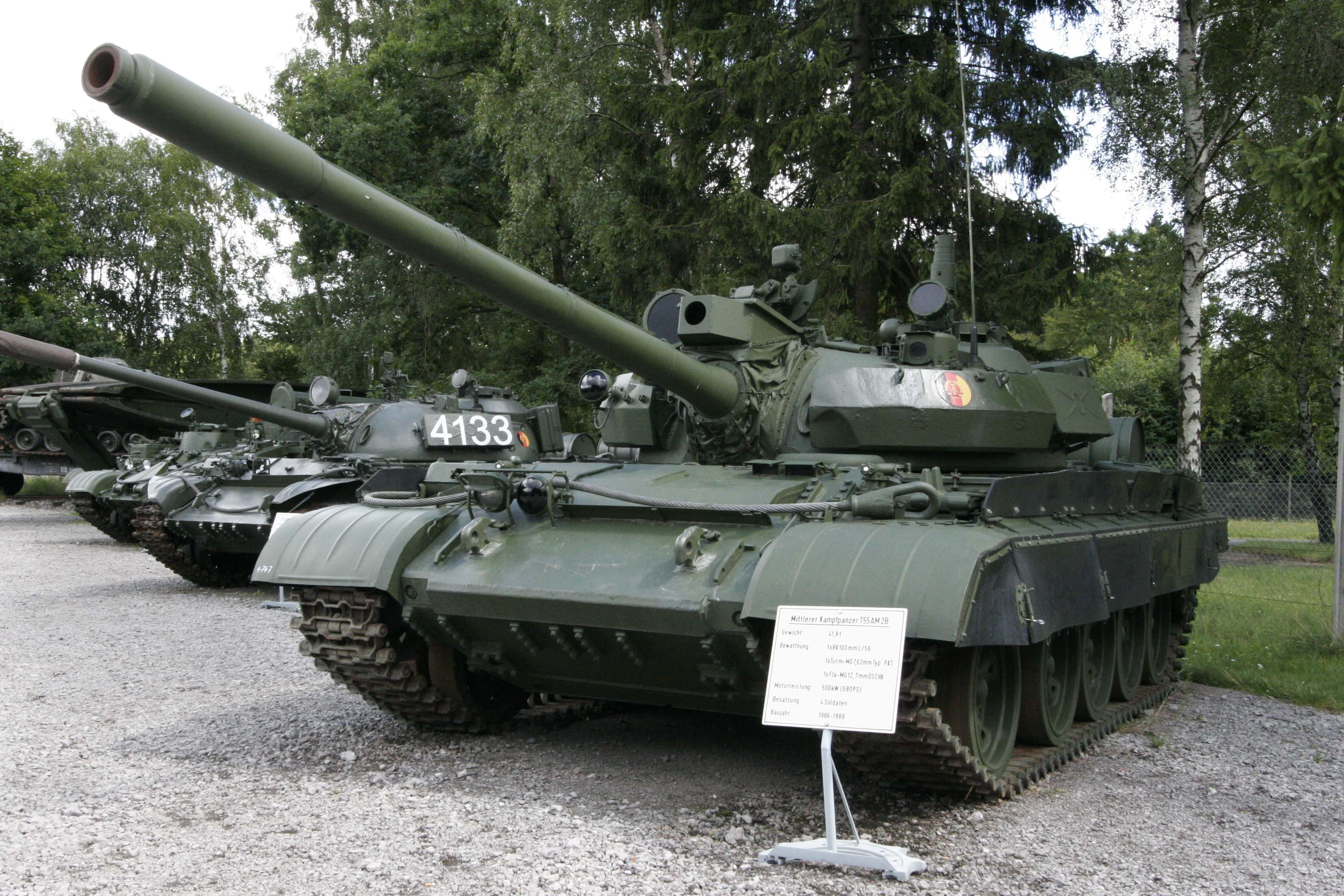
Т-55AM2-B

- Т-55АМ2 — чехословацкий танк, результат второго этапа программы модернизации Т-55А. На Т-55АМ1 была установлена дополнительная броневая защита башни, корпуса и днища; резинотканевые бортовые противокумулятивные экраны; устройство лазерной подсветки 1К13БОМ; двигатель V-55АМ2, мощностью 620 л. с., теплозащитный кожух на ствол пушки, на правом борту башни дымовые гранатомёты. Доработана топливная система и усилена ходовая часть.
  - Т-55АМ2-B — Т-55АМ2 c комплексом управляемого вооружения 9К116-1 «Бастион».

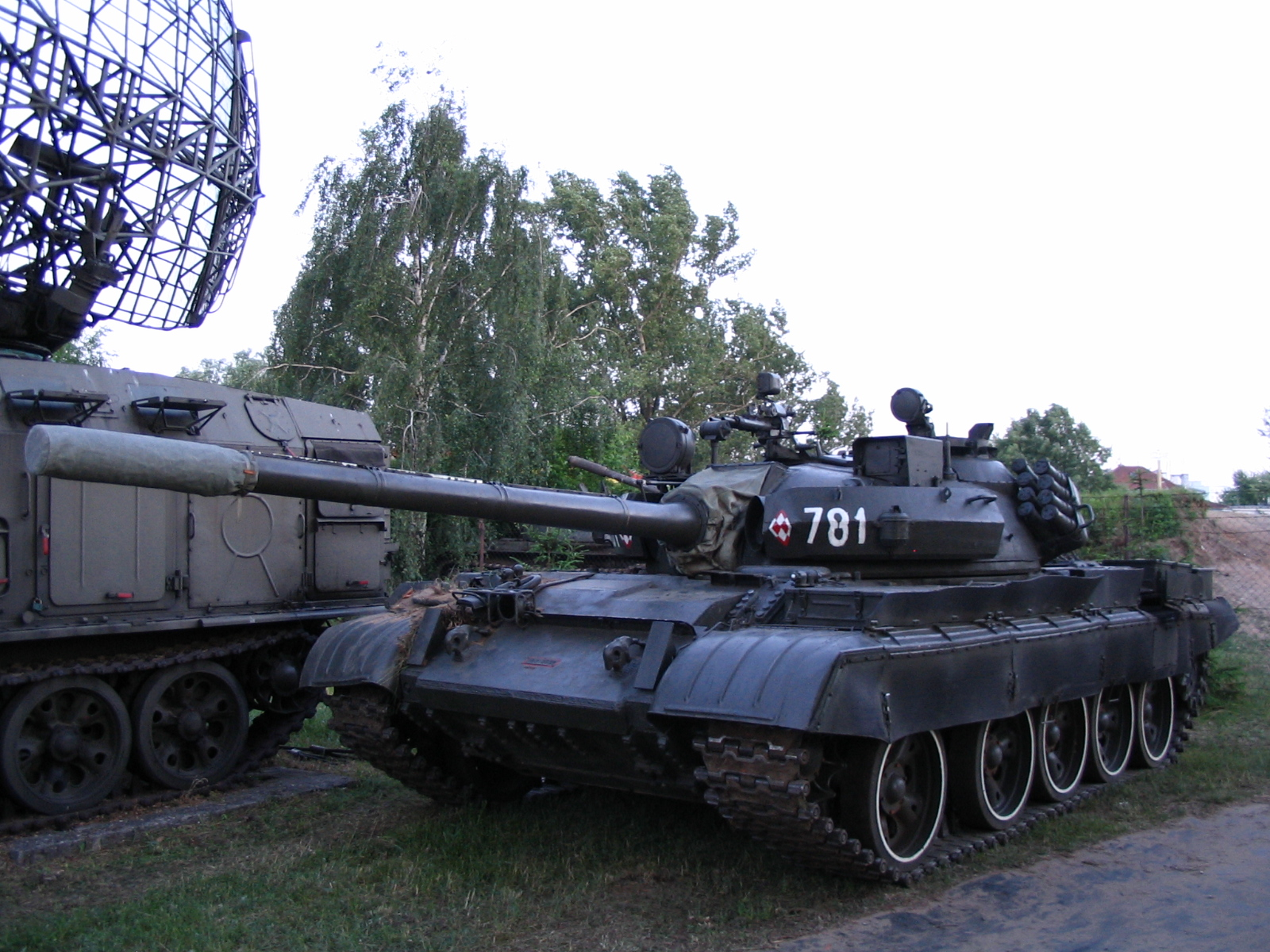
Т-55АМ Merida

- Т-55АМ Merida — польская модернизация Т-55А. На танке была установлена: дополнительная броневая защита башни, корпуса и днища; резинотканевые бортовые противокумулятивные экраны; вертикальные стальные листы для прикрытия внешних топливных баков; гусеничные ленты РМШ; новая система управления огнём «Merida» («Мерида») (с лазерным дальномером, баллистическим вычислителем, пассивным ночным прицелом и датчиком параметров атмосферы); теплозащитный кожух на ствол пушки; на каждом борту башни дымовые гранатомёты WWGD-1 «Erb», или WPD-1 «Tullur»; рентгенометр OPS-68M1; оборудование для обеззараживания танка ZOD-2 и система обнаружения и оповещения об облучении танка лазерным прицелом WPL-1 «Bobrawa». Улучшили термоакустическую изоляцию. Масса возросла на 4,4 тонны.
- ТИ-67 Тиран 5 — израильская модернизация трофейных танков Т-55.
- Т-55Е «Рамзес-II» — модернизация египетских танков Т-54/55, с использованием агрегатов танков M48 и M60. На танке установлена американская 105-мм нарезная пушка М-68 с бельгийской СУО «Титан» Mk1, американский двигатель AVDQ-1790-5A и египетская трансмиссия ТСМ-304. Подвеска заменена на новую General Dynamics 2880 как на танке M48 «Patton III».
- TR-580 — румынский средний танк, модификация советского Т-55. Производился серийно в 1977—1986 годах, около 400 машин. Наряду со своим улучшенным вариантом TR-85, является основным танком румынской армии, также поставлялся в незначительных количествах в Ирак.
- Т-55АГМ — украинский вариант модернизации танков Т-54, Т-55, Т-62 и Туре-59. Масса танка увеличивается до 48 тонн. Двигатель 5ТДФМ мощностью 850 л. с. или 5ТДФА мощностью 1050 л. с. обеспечит танку скорость 75 км/ч по шоссе и 55 — на пересечённой местности. При этом скорость заднего хода — до 30 км/ч. Экипаж модернизированного танка уменьшится до 3 человек за счёт установки автомата заряжания. Боекомплект 31 выстрел, из них 18 в АЗ за башней. Усовершенствованная ходовая часть, установлена автоматизированная система управления движением со штурвалом, дополнительная пассивная защита, встроенная динамическая защита, система оптико-электронного противодействия, новое противопожарное оборудование, современная система управления огнём с дублированным управлением с места командира, зенитная установка закрытого типа. Новая пушка по желанию заказчика может быть калибра 125-мм — КБМ-1М, или 120-мм. Система управления огнём автоматическая с тепловизионным прицелом наводчика.
- T-55M8-A2 Tifon II — это украинский вариант модернизации Т-55АГМ совместно с перуанской компанией Desarrollos Industriales Casanave S.A., предназначенный специально для Перу. Предполагается, что Украина поставит машинокомплекты, а Casanave на своих мощностях выполнит модернизацию. Масса танка увеличивается до 46 тонн. Основное вооружение — 125 мм гладкоствольная пушка КБМ-1М.

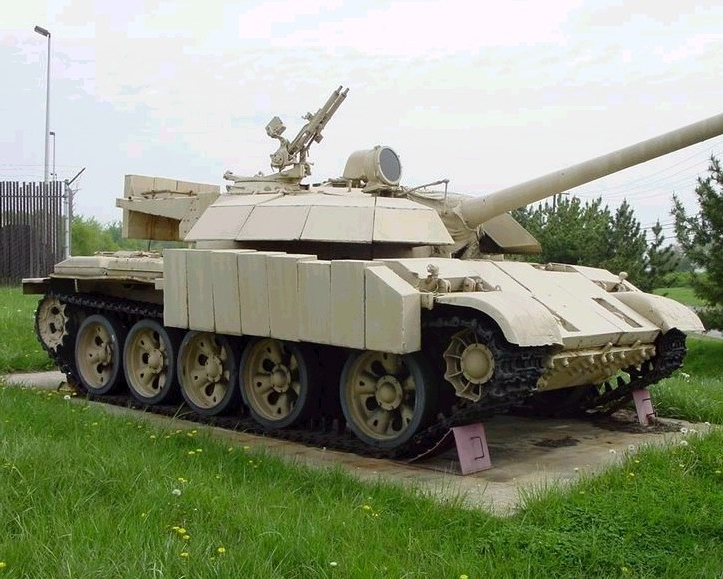
Т-55 Enigma

- Т-55 Enigma — иракская модернизация Т-55 и Тип-69 с пакетами специальной композитной брони на передние части корпуса и башни, спереди и по бокам на башню навешивали вынесенные защитные экраны, сзади — вынесенный экран, призванный уравновесить массу дополнительной брони. Танки были оснащены усовершенствованными приборами ночного видения.
- M-55S — словенская модернизация Т-55А выполненная израильской компанией Elbit Systems. На танке была установлена израильская навесная динамическая защита «Блейзер» на башне и на лбу корпуса, резинотканевые бортовые противокумулятивные экраны, 105-мм орудие L7, модульная турель на башне фирмы Rafael с пулемётом ДШК, новая система управления огнём Fotona SGS-55 (с интегрированным цифровым баллистическим компьютером, лазерным дальномером, прицелом наводчика SGS-55 с двухплоскостным стабилизатором и датчиком параметров атмосферы), система наблюдения для командира Fotona COMTOS-55, перископ механика-водителя Fotona CODRIS оборудованный ПНВ, два шестиствольных дымовых гранатомёта с системой лазерных датчиков LIRD-1A. Модернизирован двигатель, мощность возросла до 600 л. с. Гусеничная лента может оснащаться съёмными асфальтоходными башмаками.
- M-55S1 — M-55S с двигателем МAN, мощностью 850 л. с.
- T-55M3 — израильско-словенская модернизация вьетнамских танков. На танке была установлена израильская навесная динамическая защита «Блейзер» на башне и на лбу корпуса, резинотканевые бортовые противокумулятивные экраны, прикрытые стальными, 105-мм орудие M68, 60-мм гранатомёт на крыше башни, новая система управления огнём Fotona SGS-55 (с итегрированным цифровым баллистическим компьютером, лазерным дальномером, прицелом наводчика SGS-55 с двухплоскотным стабилизатором и датчиком параметров атмосферы), система наблюдения для командира Fotona COMTOS-55, перископ механика-водителя Fotona CODRIS оборудованный ПНВ, два шестиствольных дымовых гранатамёта с система лазерных датчиков LIRD-1A.

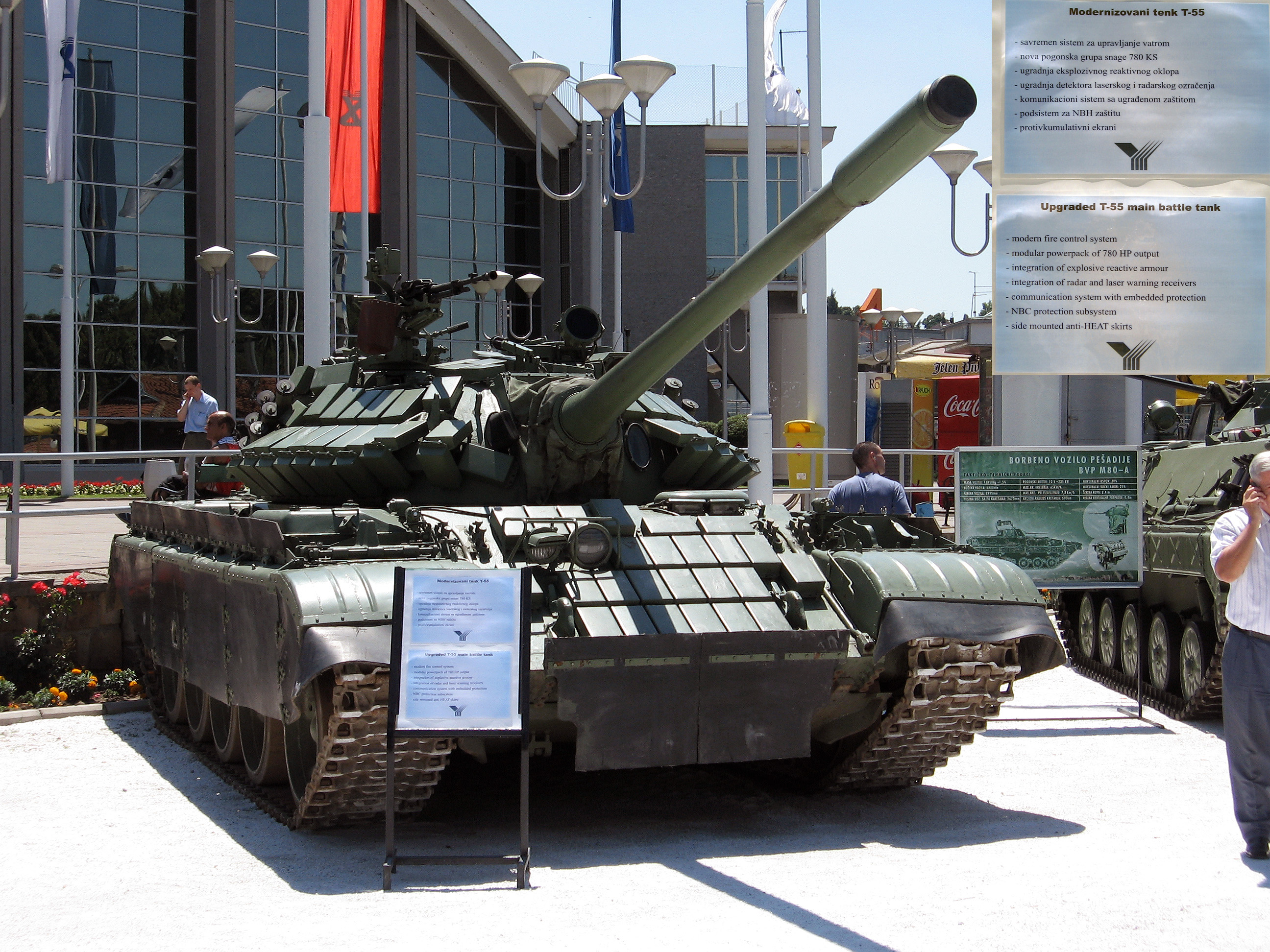
T-55H

- T-55H — сербская модернизация, предназначенная на экспорт. На танке была установлена навесная динамическая защита на башне и на лбу корпуса, резинотканевые бортовые противокумулятивные экраны, современная система управления огнём, система связи со встроенной защитой, новая силовая установка мощностью 780 л. с.
- Ягуар — китайский проект модернизации танков Т-54, Т-55 и Туре-59, совместно с американскими компаниями «Textron Marine» и «Land Systems».
- Т55-62-VE M.R.V. — итальянский проект модернизации танков Т-55 и Т-62 фирмы Vehicle Engineering c.g.d. S.r.l. на основе компонентов итальянских танков.
- Т-55 — аргентинский проект модернизации танков Т-55 фирмы TENSA. Предполагалась модернизация перуанских Т-54[26].
- SPOT-55 — пожарный танк.
- Type 59G — китайская лицензионная копия. Танк получил 125-мм гладкоствольную пушку с современной сварной башней, напоминающей таковую Type 96G. От танка Туре 96 позаимствована и система управления огнём. Единственное отличие — с целью удешевления конструкции вместо тепловизора установили обычный инфракрасный ночной прицел.
- AI Zarrar Результат работы пакистанской национальной компании Heavy Industries Taxila под названием «Al Zarrar» Масса танка увеличилась до 45 тонн. Корпус и башню оставили прежними, но усилили их защищённость за счёт установки блоков динамической защиты китайского производства, а также закрывающих ходовую часть резино-тканевых экранов с аналогичными блоками. В носовой части установили фары с ограждением и противогрязевой щиток. В качестве основного вооружения применили стабилизированную в двух плоскостях 125-мм китайскую гладкоствольную пушку ZTP-98,К 2004 году разработали вариант танка с дополнительными панелями пассивной брони, что придало башне коробчатую форму.
- VT-3 Type-59 с пушкой 125 мм в экспортной версии. Первый вариант имел пушку, размещённую в стандартной башне с усиленной бронёй и дополнительными модулями брони на передней части корпуса, следующие использовали башни танков Туре 96 и Туре-99.
- Kafil-1 — иракский вариант модернизации Т-55, разработанный и представленный в 2018 году (установлены новые средства связи, система видеонаблюдения, дополнительное бронирование, башенный пулемёт заменен на 12,7-мм M2HB)[27].

## Машины на базе Т-55

### Советские и российские
- Объект 604 — турбореактивный минный тральщик;
- МТУ-20 — танковый мостоукладчик;
- МТУ-55 — танковый мостоукладчик;
- ГТУ-1 — гусеничный универсальный тягач;
- ИМР-1 — инженерная машина разграждения;
- БТР-Т — российский тяжёлый бронетранспортёр;
- Объект 605 — ходовой макет на базе танка Т-55 для отработки системы электропитания для нового перспективного танка;

### Иностранные

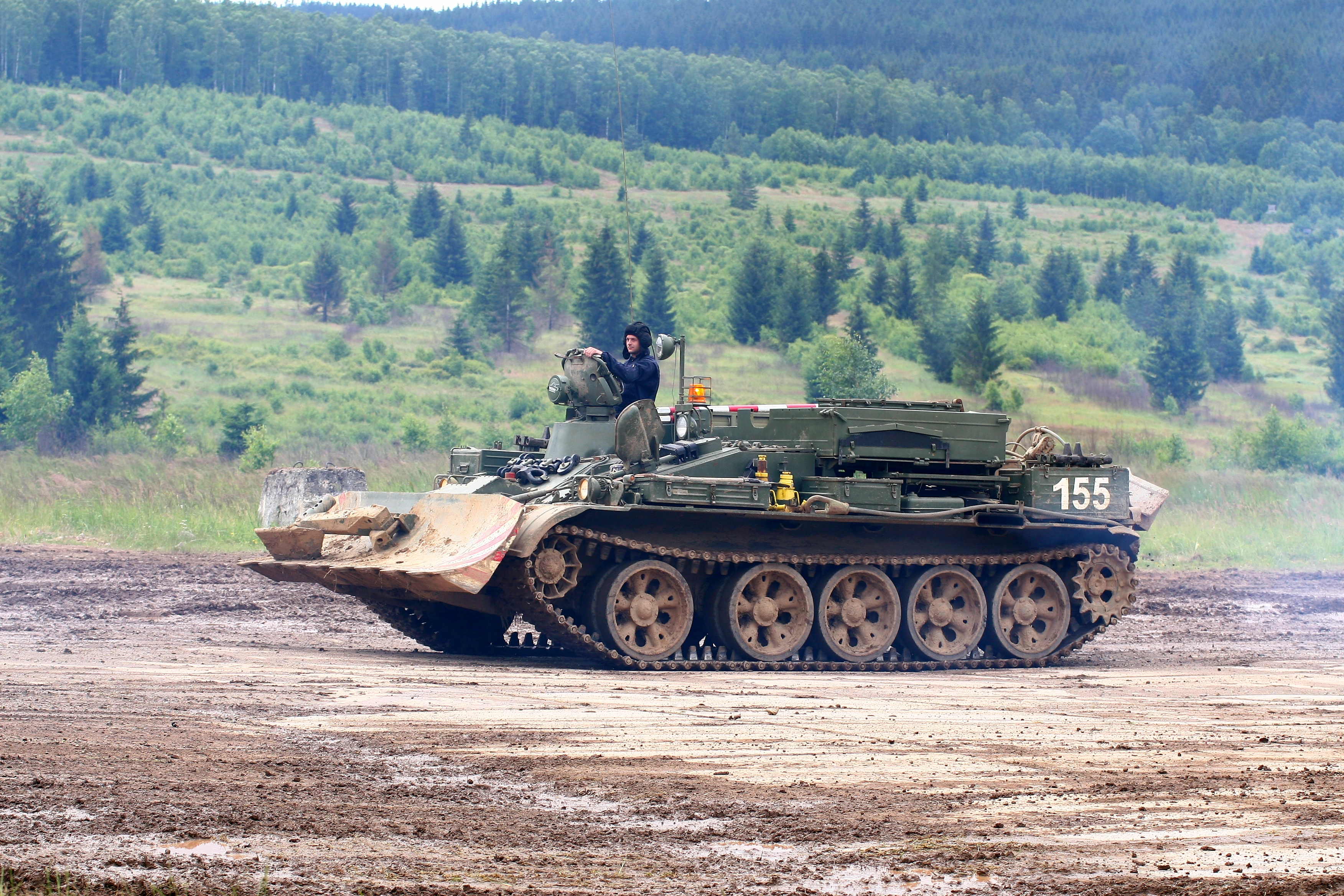
ŽS-55A на военном шоу BAHNA 2018.

- VT-55A — чехословацкая бронированная ремонтно-эвакуационная машина;
  - ŽS-55A — модификация с отвалом БТУ-55;
- VZ-55A — чехословацкий бронированный тягач;
- WZT-2 — польский бронированный тягач;
- BLG-67 — польский Танковый мостоукладчик;
- Ахзарит — израильский тяжёлый гусеничный БТР на базе Т-54 и Т-55, захваченных у арабских стран. Впервые появился в 1988 году. Переоборудовано oт 400 дo 500 танков.
- TBHA — индийский тяжёлый бронетранспортёр. Башня демонтирована, сооружена специальная рубка, установлена новая силовая установка израильской компании NIMDA, как у БТР Ахзарит Mk2 (двигатель «Detroit Diesel» 8V-92 мощностью 850 л. с. и автоматическую трансмиссию «Allison» XTG-411-5). Вооружён 12,7-мм пулемётом Утёс.
- Т-55-64 — украинский гибрид с шасси от Т-64 и башней от Т-55.
- БМП-55 — украинская боевая машина пехоты.
- ВИУ-55 «Муња» («Молния») — сербская БРЭМ.
- Т-55 Маркони Марксман — финская зенитная самоходная установка, с установкой британской башни Марксман, и швейцарскими пушками.

## Операторы

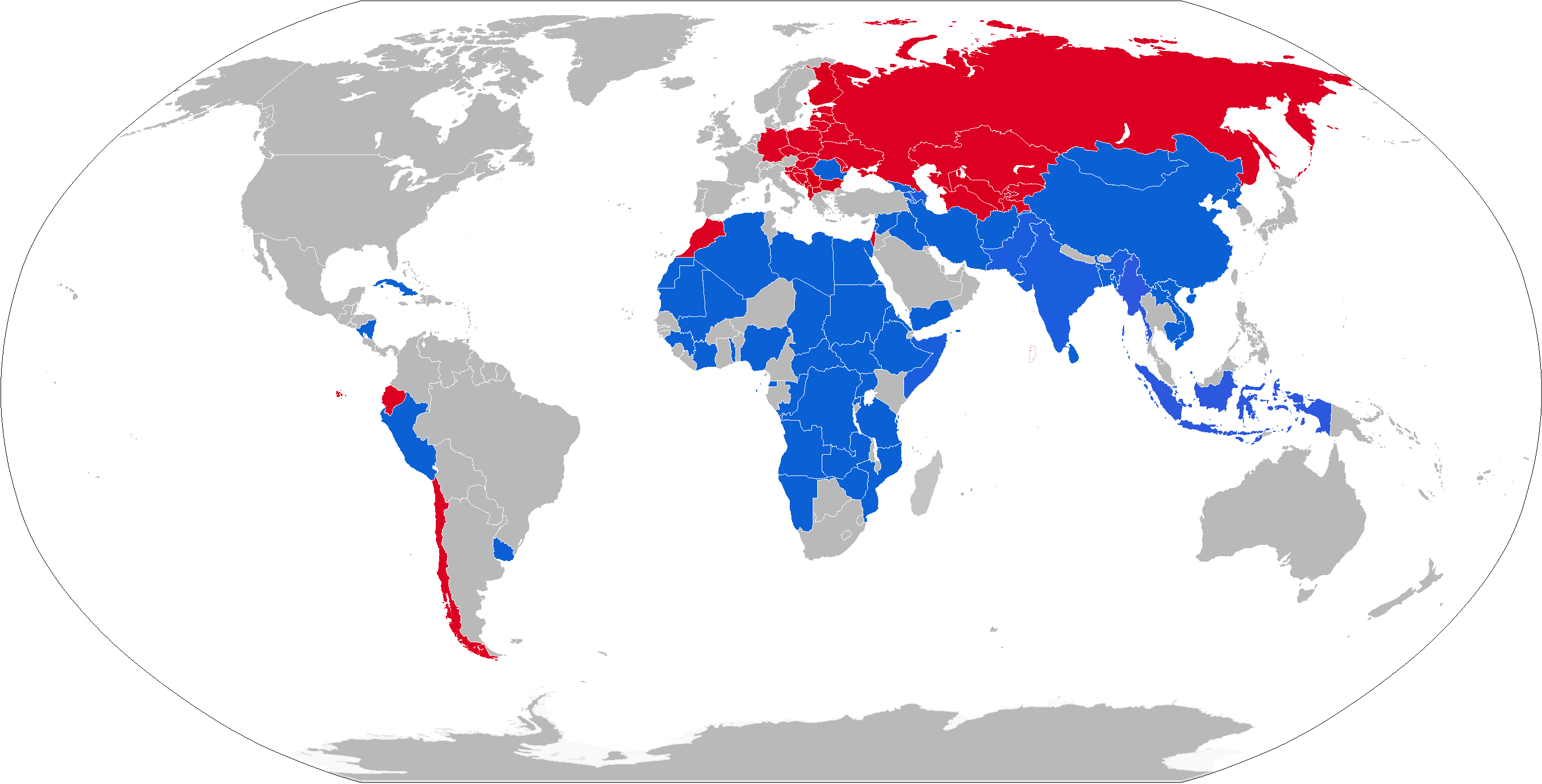
Карта операторов Т-55 на 2019 год

### Современные операторы Т-55
- Алжир — 270 Т-55АМВ на вооружении, по состоянию на 2024 год[28], 25 Т-55 поставлено из СССР в 1966 году[12], 50 единиц Т-55 Чехословацкого производства поставлено из СССР в 1982 году[12].
- Ангола — около 200 Т-55АМ на вооружении и некоторое количество БРЭМ на базе Т-55, по состоянию на 2024 год[29]. 150 Т-54/Т-55 поставлено из СССР с 1975 по 1978 год[12], 100 Т-55 поставлено из СССР с 1987 по 1989 год[12]. 30 Т-62 и Т-55 поставлено из России с 1993 по 1994 год[12].
- Армения — 5 Т-55 на вооружении, по состоянию на 2024 год[30]
- Вьетнам — 750 Т-54/Т-55, 100 Т-54БМ на вооружении, по состоянию на 2024 год[31]. 600 Т-55 поставлено из СССР с 1973 по 1975 году[12].
- Грузия — 23 Т-55АМ2 на вооружении, по состоянию на 2024 год[32]
- Демократическая Республика Конго — 32 Т-55 и от 12 до 17 Type-59 на вооружении, по состоянию на 2024 год[33].
- Замбия — 10 Т-55 и 20 Type-59 на вооружении, некоторое количество БРЕМ на базе Т-55, по состоянию на 2024 год[34]. Всего поставлено из СССР 20 единиц Т-55 в 1981 году[12].
- Ирак — около 50 Т-55 на вооружении, некоторое количество БРЭМ на базе Т-55, по состоянию на 2024 год[35]. 76 Т-55, по состоянию на 2012 год[36]. 700 Т-55 поставлено из СССР[12]: 300 Т-55 поставлено с 1974 по 1975 год[12], 400 Т-55 Чехословацкого производства поставлено в период с 1969 по 1973 год[12].
- Иран — 540 Т-54/Т-55/Type-59/Сафир-74 на вооружении и некоторое количество БРЭМ на базе Т-55, по состоянию на 2024 год[37].
- Йемен — некоторое количество Т-55 на вооружении по состоянию на 2024 год[38]. 450 Т-54 и Т-55, по состоянию на 2012 год[39]
- Камбоджа — не менее 150 Т-54/Т-55 и 50 Type-59 на вооружении, некоторое количество БРЭМ на базе Т-55 по состоянию на 2024 год[40]. 115 единиц Т-55 поставлено из СССР. 100 единиц Т-55 поставлено в 1989 году, ещё 15 Т-55 поставлено в 1990 году[12].
- КНДР — более 3500 Т-34/Т-54/Т-55/Т-62/Тип 59 на вооружении по состоянию на 2024 год[41]. 300 Т-55 поставлено из СССР[12]: 250 Т-55 поставлено с 1967 по 1970 год[12], 50 Т-55 поставлено с 1972 по 1973 год[12]. 500 Т-55 или Тип 59 собраны по лицензии с 1975 по 1979 год[12].
- Куба — около 400 Т-54/Т-55/Т-62 на вооружении по состоянию на 2024 год[42]. 1300 Т-55 поставлено из СССР с 1963 по 1975 год[12], 25 Т-54Т и Т-55 поставлено из СССР в 1981 году[12].
- Лаос — 15 Т-54/Т-55 на вооружении и некоторое количество БРЭМ и МТУ на базе Т-55 по состоянию на 2024 год[43]. 15 Т-54 и Т-55 на 2012 год[44], поставлены из СССР в 1975 году[12].
- Лесото — 1 Т-55 на вооружении, по состоянию на 2024 год[45].
- Ливан — 185 Т-54, 47 Т-55 на вооружении, некоторое количество БРЭМ на базе Т-55, по состоянию на 2024 год[46].
- Ливия — некоторое количество Т-55 по состоянию на 2024 год[47]. 2250 Т-55 поставлено из СССР[12]: 100 Т-55 поставлено с 1970 по 1971 год[12], 150 Т-55 поставлено в 1974 году[12], 2000 Т-55 поставлено с 1977 по 1978 год[12].
- Мавритания — 35 Т-55 на вооружении, некоторое количество БРЭМ на базе Т-55 по состоянию на 2024 год[48], поставлены из СССР в 1991 году[12].
- Монголия — 370 Т-55 на вооружении, некоторое количество БРЭМ на базе Т-55, по состоянию на 2024 год[49]. 250 Т-55 поставлены из СССР в период с 1961 по 1964 год[12].
- Мьянма — 10 Т-55 на вооружении, некоторое количество МТ-55А на базе Т-55 по состоянию на 2024 год[50]
- Никарагуа — 62 Т-55 на вооружении и 65 Т-62 на хранении, по состоянию на 2024 год[51]. 116 Т-55 поставлено из СССР[12]: 66 Т-55 поставлено в 1985 году[12], 50 Т-55 поставлено из СССР в 1987 году[12].
- Перу — 90 Т-55 на вооружении и 75 небоеспособных Т-55 на хранении, по состоянию на 2024 год[52]. 280 Т-55 поставлено из СССР с 1974 по 1975 год[12].
- Республика Конго — 25 Т-54/Т-55 и 15 Type-59 на вооружении, по состоянию на 2024 год[53].
- Россия — 70 Т-55А на вооружении и некоторое количество на хранении по состоянию на 2025 год.[54] 30 Т-55А на вооружении морской пехоты [55] . Сняты с вооружения в 2010 году. 2800 Т-55 на хранении по состоянию на 2016 год[56]. Некоторое количество БРЭМ и МТУ на вооружении и танков на хранении[57], по состоянию на 2023 год[58]. По состоянию на 2023 год снимаются с консервации и эксплуатируются.[59]
- Руанда — 24 Т-55 и 10 Тиран-5 на вооружении, некоторое количество БРЭМ на базе Т-55, по состоянию на 2024 год[60].
- Румыния — 220 Т-55АМ по состоянию на 2024 год[61]. 850 Т-55 поставлено из СССР с 1970 по 1977 год[12], ещё 400 Т-55 произведено по лицензии под обозначениями TR-580 и TR-77 с 1970 по 1977 год[12].
- Судан — некоторое количество Т-55А/АМВ и некоторое количество Type-59D на вооружении, по состоянию по состоянию на 2024 год[62]. 300 Т-54 и Т-55, по состоянию на 2012 год[63]. 50 Т-55 поставлено с 1969 по 1970 год.[12]
- Уганда — 140 Т-54/Т-55 и 45 Т-55АМ2 на вооружении, некоторое количество БРЭМ на базе Т-55 по состоянию на 2024 год[64].
- Украина — 26 M55S по состоянию на 2024 год[65][66] и 20 Т-55 на хранении, некоторое количество БРЭМ на базе Т-55 по состоянию на 2017 год[67].
- Танзания — 30 Т-54/Т-55 и 15 Type-59G на вооружении, по состоянию на 2024 год[68].
- Того — 2 Т-54/Т-55 на вооружении, по состоянию на 2024 год[69].
- Чад — 60 Т-55 на вооружении, по состоянию на 2024 год[70].
- Экваториальная Гвинея — 3 Т-55 на вооружении, по состоянию на 2024 год[71].
- Эритрея — 270 Т-54/Т-55 на вооружении, некоторое количество БРЭМ на базе Т-55 на 2024 год[72].
- Эфиопия — около 120 Т-55/Т-62 на вооружении, некоторое количество БРЭМ на базе Т-55 по состоянию на 2024 год[73]. более 246 Т-54, Т-55 и Т-62 по состоянию на 2012 год[74]. 900 Т-55 поставлено из СССР[12]: 200 Т-55 поставлено с 1977 по 1978 год[12], 700 Т-55 поставлено с 1980 по 1988 год[12] . Эфиопия закупила 140 танков Т-55 в Болгарии и 40 Т-55МВ в Беларуси для возмещения боевых потерь в течение войны с Эритреей в 1998—2000.
- Шри-Ланка — 62 Т-55А/Т-55АМ2 на вооружении, 18 бронированных ремонтно-эвакуационных машин на базе Т-55 по состоянию на 2024 год[75]

#### Непризнанные
- Сомалиленд — некоторое количество Т-54/Т-55 по состоянию на 2024 год[76]. 50 Т-55 поставлено из СССР в Сомали в 1975 году[12].

### Операторы, снявшие Т-55 с вооружения, но эксплуатирующие машины на базе Т-55
- Бангладеш — более 3 БРЭМ на базе Т-55 и некоторое количество МТУ по состоянию на 2024 год[77]
- Беларусь — 20 МТУ-20 и 4 МТ-55А, по состоянию на 2024 год[78]. 29 Т-55 по состоянию на 2010 год,[79] списаны.
- Болгария — некоторое количество БРЭМ на базе Т-55 по состоянию на 2024 год[80]. 1800 Т-54/Т-55 поставлено из СССР[12]. Списаны в 2004—2009 годах.
- Босния и Герцеговина — некоторое количество МТУ на базе Т-55 по состоянию на 2023 год.[81] 162 Т-54 и Т-55 по состоянию на 2012 год,[82] списаны.
- Венгрия — 8 БРЭМ VТ-55A и 2[83] МТУ-55 по состоянию на 2024 год[84]. 800 Т-55 поставлено из СССР с 1964 по 1965 год[12]. Около половины распродано, остальные разобраны и частично распроданы на запчасти и на металлолом или по цене металлолома. Около 100 шт. ещё на складах в разной степени разукомплектованности.
- Египет — 840 Т-54/Т-55 на хранении, некоторое количество БРЭМ и МТУ на базе Т-55 по состоянию на 2024 год[85]. 260 «Рамзес II» на вооружении по состоянию на 2015 год[86], по состоянию на 2016 год на хранении[87], по состоянию на 2019 год на хранении не числятся[88]. 700 Т-55 поставлено из СССР[12]: 150 Т-55 поставлено с 1961 по 1966 год[12], 550 Т-55 поставлено с 1969 по 1973 год[12].
- Гвинея — некоторое количество БРЕМ на базе Т-55 по состоянию на 2024 год[89].
- Зимбабве — 30 Type-59 (вероятно небоеспособны) и некоторое количество БРЭМ и МТУ на базе Т-55 по состоянию на 2024 год[90].
- Индия — некоторое количество БРЭМ и МТУ на базе Т-55, по состоянию на 2024 год[91]. 715 Т-55 по состоянию на 2012 год, сняты с вооружения[92]. 87 Т-55 поставлено из СССР[12]: 225 Т-55 поставлено с 1968 по 1971 год[12], 650 Т-55 поставлено с 1971 по 1974 год[12].
- Индонезия — некоторое количество БРЭМ на базе Т-55 по состоянию на 2024 год[93]
- Кот-д’Ивуар — 10 Т-55 (оцениваются как небоеспособные) и некоторое количество МТУ на базе Т-55, по состоянию на 2024 год[94].
- Латвия — 3 Т-55 по состоянию на 2023 год, используются как тренировочные.[95]
- Намибия — некоторое количество Т-54/Т-55 (вероятно небоеспособны), некоторое количество БРЭМ на базе Т-55, по состоянию на 2024 год[96].
- Нигерия — 100 Т-55 (вероятно небоеспособны), некоторое количество МТУ на базе Т-55 по состоянию на 2024 год[97].
- Пакистан — некоторое количество БРЭМ на базе Т-55 по состоянию на 2024 год[98]. 51 Т-54 и Т-55 по состоянию на 2012 год[99]. 100 Т-55 поставлено из СССР в 1968 году[12].
- Польша — 40 БРЭМ WZT-2[100] и 126 МТУ BLG-67[101] на базе Т-55 по состоянию на 2023 год[102]. 1500 Т-55 произведено по лицензии с 1964 по 1978 год,[12] списаны.
- Сербия — некоторое количество БРЭМ на базе Т-55 по состоянию на 2024 год[103].
- Баасистская Сирия — имелось 2250 Т-55/-55МВ, по состоянию на 2011 год[104]
- Словакия — некоторое количество БРЭМ на базе Т-55 по состоянию на 2024 год[105].
- Словения — некоторое количество БРЭМ на базе Т-55 по состоянию на 2024 год[106].
- Хорватия — 3 БРЭМ на базе Т-55 (1 WZT-2 и 2 WZT-3), а также 5 МТ-55А по состоянию на 2024 год[107]. 186 Т-55 по состоянию на 2010 год[108]
- Финляндия — 12 BLG-60M2 и 12 VT-55A, по состоянию на 2024 год[109]. 100 Т-54/Т-55 на 1990 год[110]. 70 Т-55 поставлено из СССР с 1965 по 1967 год[12]. 3 Т-55АМ-1 отправленных из России в 1993 году, 1 танк переделан под минный тральщик, заварен казённая часть орудия, остальные 2 отправлены обратно в Россию
- Чехия — 6 МT-55A на вооружении и ещё 3 MT-55A на хранении, некоторое количество БРЭМ VT-55A на базе Т-55 по состоянию на 2024 год[111].

### Операторы, снявшие с вооружения Т-55 и все машины на его базе
- Республика Абхазия — 100 Т-55 и Т-72, по состоянию на 2007 год[112]
- Азербайджан — 95 Т-55 на хранении по состоянию на 2017 год[113]. Планируется производство на базе изъятых из арсенала танков Т-54 и Т-55 гусеничной бронированной техники: самодвижущихся мостов, бронированных машин обеспечения и инженерных машин[114][115]. По состоянию на 2023 год Т-55 и машины на их базе на вооружении не стоят на хранении не числятся[116].
- Афганистан — некоторое количество Т-55 по состоянию на 2017 год[117]. Всего поставлено 1005 Т-54/Т-55 из СССР[12]. 50 Т-55 поставлено с 1962 по 1964 год[12], 705 Т-55 поставлено с 1978 по 1991 год[12], от 40 до 60 Т-55АМ-2 поставлено из России в 2001 году[12]. По состоянию на 2023 год Т-55 и машины на их базе на вооружении не стоят на хранении не числятся.[118]
- ГДР — 1800 единиц Т-55 и Т-55А поставлено из СССР с 1962 по 1970 год[12], перешли к ФРГ
- Израиль — 261 ТИ-67, 126 Т-54/55/Т-62S по состоянию на 2010 год[119].
- Казахстан — 540 Т-54, Т-55 и М-77 по состоянию на 2010 год[120].
- Мали — 12 Т-54 и Т-55 по состоянию на 2012 год[121].
- Мозамбик — 110 Т-55 поставлено из СССР[12]: 50 в 1983 году[12], 60 с 1983 по 1985 год[12].
- Северный Йемен — 100 Т-55 поставлено из СССР с 1979 по 1980 год[12].
- Сербия и Черногория — 1980 Т-54/55 поставлено из СССР с 1962 по 1970 год[12].
- Сомали — 50 Т-55 поставлено из СССР в 1975 году[12].
- СССР
- США — 11 Т-55 поставлены в 1991 году из ФРГ[12].
- Уругвай — 15 Ti-67 по состоянию на 2010 год[122].
- ЦАР — 3 Т-55 (оцениваются как небоеспособные), по состоянию на 2024 год[123].
- Чехословакия — 1700 Т-55 произведено по лицензии с 1964 по 1973 год[12], перешли к образовавшимся после распада государствам.
- Эквадор — более 30 Т-55 на хранении по состоянию на 2007 год[124]
- Южная Осетия — 12 Т-55 по состоянию на 2008 год[125]
- Южный Йемен — 520 Т-55 поставлено из СССР[12]: 20 в 1973—1974 годах[12], 200 в 1979—1980 годах[12], 300 в 1980—1981 годах[12].
- Южный Судан — некоторое количество Т-55 (оцениваются как небоеспособные) по состоянию на 2024 год[126].

## Служба
1. 23-я танковая дивизия: 315 единиц Т-55 на конец 1980-х гг.;[127]
2. 44-я танковая дивизия: 163 единицы Т-55 на конец 1980-х гг.;[127]
3. 117-я гвардейская танковая дивизия: 321 единица Т-55 на конец 1980-х гг.;[127]
4. 10-я гвардейская мотострелковая  дивизия: 121 единица Т-55 на конец 1980-х гг.;[128]
5. 17-я гвардейская мотострелковая дивизия: 183 единицы Т-55 на конец 1980-х гг.;[128]
6. 63-я гвардейская мотострелковая дивизия: 90 единиц Т-55 на конец 1980-х гг.;[128]
7. 65-я мотострелковая дивизия: 163 единицы Т-55 на конец 1980-х гг.;[128]
8. 70-я гвардейская мотострелковая дивизия: 187 единиц Т-55 на конец 1980-х гг.;[128]
9. 161-я мотострелковая дивизия: 58 единиц Т-55 на конец 1980-х гг.;[128]

## Боевое применение
Танки Т-55 приняли участие в следующих вооружённых конфликтах:
1. Берлинский кризис (1961) — блокировали прорыв границы американскими войсками 28 октября 1961 года[129].
2. Шестидневная война (1967) — использовались в составе египетских и сирийских танковых войск.
3. Операция «Дунай» (1968) — использовались в составе Советской Армии совместно с танками Т-54[130].
4. Сентябрьское восстание в Иракском Курдистане — использовались иракской армией.
5. Война на истощение (1967—1970) — применялись Египтом и Израилем.
6. Иордано-палестино-сирийский конфликт (1970—1971) — использовались сирийскими войсками. Успешно боролись с иорданскими «Центурионами»[131].
7. Третья индо-пакистанская война (1971) — применялись индийскими войсками[132].
8. Война во Вьетнаме (1964—1975) — в 1973-75 годах применялись Вьетнамской народной армией[133].
9. Арабо-израильская война (1973) — применялись в составе войск Египта и Сирии, а также трофейные Т-54 и Т-55 применялись израильской армией[134].
10. Война в Западной Сахаре (1975—1991) — использовались в операциях соединений фронта Полисарио[135].
11. Чадско-ливийский конфликт (1975—2002) — применялись ливийской армией, 183 танка было уничтожено и 113 захвачено Чадом[136].
12. Египетско-ливийская война (1977) — применялись ливийскими и египетскими войсками.
13. Эфиопо-сомалийская война (1977—1978) — применялись обеими сторонами.
14. Угандийско-танзанийская война (1978—1979) — танзанийские Т-55 смогли нанести поражение угандийцам, поддерживаемым танками «Шерман».
15. Кампучийско-вьетнамский конфликт (1978—1979) — танки Т-55 использовались при наступлении Вьетнамской народной армии[137].
16. Китайско-вьетнамская война (1979) — различные модификации Т-55 применялись обеими сторонами конфликта[138].
17. Гражданская война в Анголе (1975—2002) — применялись ангольской и кубинской армией.[139][140].
18. Афганская война (1979—1989) — состояли на вооружении ограниченного контингента Советской Армии[130].
19. Ирано-иракская война (1980—1988) — применялись иракской армией[132].
20. Гражданская война в Никарагуа (1981—1988) — эпизодически применялись сандинистской армией против отрядов контрас.
21. Ливанская война (1982) — использовались сирийской армией и Организацией Освобождения Палестины[134].
22. Гражданская война на Шри-Ланке (1983—2009) — применялись Тамильскими тиграми, а также правительственными войсками при захвате Джафны[141].
23. Гражданская война в Судане (1983—2005) — применялись вооружёнными силами Южного и Северного Судана.[142]
24. Война в Персидском заливе (1991) — применялись иракской армией[132].
25. Вооруженный конфликт в Словении (1991) — применялись Югославской народной армией[143].
26. Карабахская война (1991—1994) — использовались азербайджанскими войсками[130]. Трофейные использовались НКР.
27. Война в Хорватии (1991—1995) — применялись югославской армией, а трофейные Т-55 — хорватской стороной. Противостояли танкам M47 Patton[132][144].
28. Вооружённый конфликт в Приднестровье (1992) — Т-55 армии Молдавии замечены в ходе конфликта без активного участия в боевых действиях[145].
29. Война в Абхазии (1992—1993) — использовались грузинскими и абхазскими войсками[130].
30. Боснийская война (1992—1995) — использовались всеми сторонами конфликта
31. Гражданская война в Афганистане (1992—1996) и (1996—2001)— применялись вооружёнными формированиями Северного альянса и Талибана[146].
32. Первая чеченская война(1994—1996)— применялись Т-55АМ-1 за сторону РФ и Т-55А за сторону ЧРИ
33. Косовская война (1998) — использовались югославской армией.
34. Гражданская война в Гвинее-Бисау (1998—1999) — участвовали в составе контингента вооружённых сил Гвине́йской Респу́блики[147].
35. Эфиопо-эритрейский конфликт (1998—2000) — применялись обеими сторонами конфликта[148].
36. Вторая конголезская война (1998—2002) — применялись армиями ДРК, Анголы, Руанды, Уганды[149].
37. Вторжение США и их союзников в Ирак (2003) — применялись иракской армией.[150]
38. Гражданская война в Чаде (2006—2010) — применялись повстанческими группировками во время Битвы за Нджамену.
39. Война в Грузии (2008) — использовались вооружёнными силами Южной Осетии[151].
40. Гражданская война и интервенция в Ливии (2011) — применялись Вооружёнными силами Ливийской Арабской Джамахирии[152] и повстанцами[153].
41. Гражданская война в Ираке (2011—2017) — использовались всеми сторонами конфликта[154].
42. Гражданская война в Сирии (2011—н. в.) — применялись всеми сторонами конфликта[155].
43. Конфликт в Киву (2012—2013) — применялись правительственными войсками ДРК[156].
44. Гражданская война в Южном Судане (2013—2018) — использовались разными сторонами конфликта[157].
45. Гражданская война и интервенция в Йемене (2014—2022)— применялись формированиями Верховного Политического Совета и свергнутого правительства[158].
46. Гражданская война в Ливии (2014—2020) — использовались отрядами Правительства национального единства Ливии и Ливийской национальной армией[159].
47. Война в Афганистане (2015—2021) — применялись отрядами Талибана в ходе наступления в провинции Панджшер[160].
48. Вторая Карабахская война (2020) — применялись обеими сторонами конфликта[161][162].
49. Вооружённый конфликт в Тыграе (2020—2022) — использовались эфиопской армией[163] и Народным фронтом освобождения Тыграй[164]
50. Вторжение России на Украину (2022—н.в.) — ограниченно применяются обеими сторонами конфликта[165][166].
51. Вооруженный конликт в Судане (2023) — использовались суданской армией в ходе боев с Силами быстрого реагирования.
52. Камбоджийско-тайский конфликт (2025) - применялись вооруженными формированиями Камбоджи [167].

### Шестидневная война

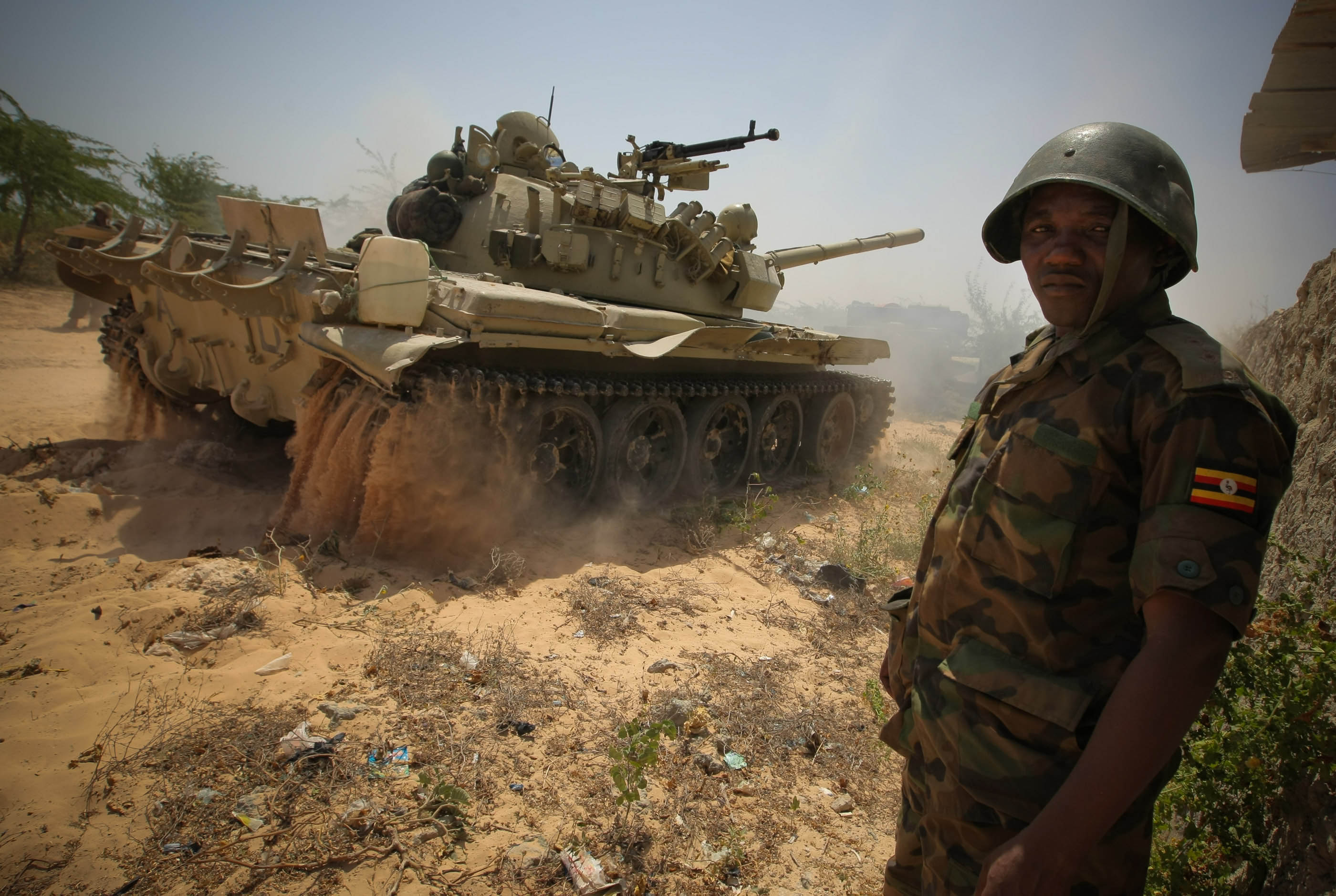
Угандийский Т-55М ведёт наступление на Могадишо. 2012 год

Первое боевое применение танков Т-55 произошло во время Шестидневной войны (1967). Все 3 арабские армии потерпели поражение в танковой войне (из них только Египет и Сирия имели танки Т-55).
Особенно тяжелы были потери египетской армии, где в результате боевых действий израильская армия уничтожила и захватила 82 египетских танка Т-55.
Сирия применяла Т-55 менее массово, и их потери составили всего 5 танков.

### Война на Истощение
Из числа арабских танков захваченных израильтянами 146 Т-54 и Т-55 были признаны ремонтопригодными их решено было модернизировать. Танки получили обозначение Ti-67. Главным изменением стало перевооружение на 105-мм пушку, в первую очередь из за недостатка 100-мм снарядов (один склад со 100-мм снарядами под Кантарой подорвали египетские коммандос в июле 1967 года).
9 сентября 1969 года израильские войска с помощью шести Ti-67 и трёх БТР-50 провели успешную операцию «Равив».
Летом 1970 года израильтяне использовали танки Ti-67 для обстрела 100-мм ОФ снарядами египетских позиций на западном берегу Суэцкого канала.
Сирия в приграничных перестрелках между войнами 1967 и 1973 годов безвозвратно потеряла 18 танков Т-34-85, Т-54 и Т-55

### Чёрный Сентябрь
Применялись баасистской Сирией для защиты палестинского населения в ходе гражданской войны в Иордании в 1970 году.
17 сентября Иордания начала операцию по зачистке, для неё 40-я танковая бригада (около 100 танков «Центурион») и 2-я пехотная дивизия были брошены на северное направление (Ирбид, ар-Рамтха, Аджлун), 60-я танковая бригада (около 100 танков M47/48), 4-механизированная дивизия и 1-я пехотная дивизия на южное (Амман). 20 сентября баасистская Сирия отправила на помощь палестинцам на севере 249 танков Т-54 и Т-55 в составе 88-й танковой бригады (1-й, 2-й и 3-й батальоны), 91-й танковой бригады (1-й, 2-й и 3-й батальоны) и 4-й танковый батальон 67-й механизированной бригады (танки были покрашены под бронетехнику ООП). Кроме того, на территории Иордании базировалась танковая бригада Ирака, а на границу возле района боевых действий Израиль перебросил две танковые бригады. Всего в одном районе были сосредоточены около 800 танков четырёх государств.
20 сентября после пересечения границы сирийские Т-55 атаковали полицейский пост в городе Эр-Рамта, где уничтожили 6 иорданских «Центурионов». На следующий день на горном хребте к югу от Эр-Рамта иорданцы расположили около 100 танков 40-й бригады. Сирийцы начав наступление, несмотря на значительные силы иорданцев, смогли одержать победу и отбросить 40-ю бригаду. В танковой битве было уничтожено 19 «Центурионов» и 10 Т-55. Освободив дорогу к Амману они соединились с сирийцами захватившими Ирбид. На встречу им выдвинулись 80 иорданских «Паттонов» 60-й бригады, но принять участия в танковых сражениях они не успели. За два дня сирийские танки прошли от 15 до 18 миль.
22 сентября, дальнейшее продвижение сирийских танков на Амман было остановлено массированными налётами иорданских самолётов. При этом министр обороны Сирии Асад запретил поднимать истребители на перехват штурмовиков, что сыграло ключевую. роль в провале сирийской операции. Всего вернулось на территорию Сирии 187 танков, остальные 62 остались на иорданской территории. Как указывал западный исследователь Майкл Поллэк большая часть из 62 потерянных сирийцами танков не имела боевых повреждений и была брошена или сломалась. Иорданцы в ходе конфликта по данным израильской разведки потеряли от 75 до 90 танков из 200 задействованных..
12 августа 1971 года группа иорданских танков вторглась на сирийскую территорию и попыталась обстрелять пограничный пост. Ответным огнём было уничтожено 4 иорданских «Центуриона». 13 августа сирийские танки совершили ответный рейд. К концу окончания боёв иорданские потери возросли до 9 танков.
В 1971—1972 годах советские самолёты-разведчики МиГ-25, летавшие над Синаем, отмечали значительное количество танков Т-55 и Т-54 используемых израильтянами на линии Бар-Лева.

### Третья Индо-пакистанская война
Первой индийской частью получившей танки Т-55 стал 14-й полк «Scinde Horse», который в 1966 году заменил «Шерманы», уцелевшие после войны 1965 года, на Т-55. В 1981 году этот полк первым перевооружился на Т-72.
В войне 1971 года танки Т-54 и Т-55 применялись Индией, Пакистан также применял эти танки (китайские Type-59 и советские Т-54), но только на западном фронте. Индия имела около 1650 танков, включая около 450 Т-54 и Т-55 в составе 13 полков и одной отдельной роты, Пакистан имел более 1000 танков, включая около 200 Type-59 и 50 Т-54.
На восточном фронте Индия задействовала 63-й танковый полк, вооружённый Т-55. Пакистан на этом фронте средних танков не имел, их использованию мешала болотистая местность с большим количеством рек. На западном задействованы пакистанская 1-я бронетанковая дивизия (Type-59), которые участвовали в сражении за Лонгевалу, пакистанская 6-я бронетанковая дивизия (Type-59) и индийская 2-я танковая бригада 1-го корпуса (1-й полк и 14-й полк «Scinde Horse» — Т-55), которые участвовали в сражении за выступ Шакаргарх, в составе 11-го корпуса индийцы имели 14-ю танковую бригаду (18-й полк — Т-54, 62-й полк — Т-55, 64-й полк — Т-54, 71-й полк — Т-55 и 92-я разведрота — ПТ-76). 18 танков Т-55 имела 3-я отдельная танковая рота.
На восточном фронте индийские Т-55 участвовали в уничтожении бригады пакистанских танков M24 «Чаффи». Первый танковый бой «пятьдесятпяток» произошёл 22 ноября в районе Гарибпура. Огнём индийских Т-55 было уничтожено 3 танка M24 Чаффи. 26 ноября взвод танков Т-55 ввёл наступление на Хилли, один танк застрял в грязи. Брошенный танк был обстрелян пакистанским M24 «Чаффи», по всей видимости Т-55 получил какие-то повреждения, но позже был эвакуирован и отремонтирован. Пакистанские танки пытались проводить контратаки до самого конца войны. Один из последних танковых боёв произошёл в районе Наогаона — рота «Чаффи» 29-го полка атаковала индийские Т-55, потеряв от огня индийских танкистов 5 танков M24, пакистанцы вынуждены были отступить. Исследователи отмечали что в ходе войны Т-55 показали невысокую проходимость по болотистой местности, с другой стороны броня выдерживала попадания артиллерийских орудий и танков пакистанцев, а приборы ночного видения позволили несколько раз зайти и разгромить пакистанцев с тыла. Безвозвратных потерь на этом фронте Т-55 не понесли. Единственные потери индийцев — 4 подорвавшихся на минах Т-55 и отремонтированных потом.
На западном фронте танки использовались гораздо более интенсивно. 14-м полком «Scinde Horse» командовал подполковник С. Сингх. В ночь с 7 на 8 декабря 14-й полк перешёл границу. 10 декабря танки полка заняли Султанпур и окружили Найнакот, позволив пехоте его захватить. Вскоре Найнакот атаковала рота пакистанских «Паттонов». Потеряв от огня индийских танков один «Паттон» они остановили атаку. После начала дальнейшего наступления танки 14-го полка встретились с танковой ротой «Паттонов» 33-го полка. В танковом бою индийские Т-55 подбили 8 танков M47/48 без потерь со своей стороны. Все пакистанские танки остались на контролируемой индийцами территории. За то что С. Сингх за два дня в этих танковых боях не потерял ни одного Т-55 он был награждён медалью Махавир Чакра. В районе Лонгевалы и Чамба было выведено из строя 25 индийских Т-54/55. Потери пакистанцев в войне были намного выше, только в битве за Лонгевалу они потеряли несколько десятков танков Type-59. Некоторое количество таких танков захвачено индийцами, в сражении за Чамб захвачено 5 подбитых и 1 исправный Type-59.
Война закончилась разгромом пакистанских танков на обеих фронтах. Как указывал пакистанский генерал Саид Али Хамид танки M48 в ходе войны понесли очень тяжёлые потери от огня индийских танков Т-55.

### Война Судного дня
Самым крупным военным конфликтом с участием Т-55 стала Война Судного дня. Арабы задействовали 3550 танков и 200 САУ. Израильтяне с учётом всех резервов имели 2209 танков и 323 САУ.

#### Египетский фронт
Египет в ходе войны задействовал около 1100 танков Т-54 и Т-55. Израиль задействовал 146 Т-54 и Т-55 (Ti-67) в составе 274-й бронетанковой бригады (25-й, 225-й, 227-й, 228-й батальоны Ti-67 и 88-й батальон ПТ-76) под командованием полковника Йоель Гонена.

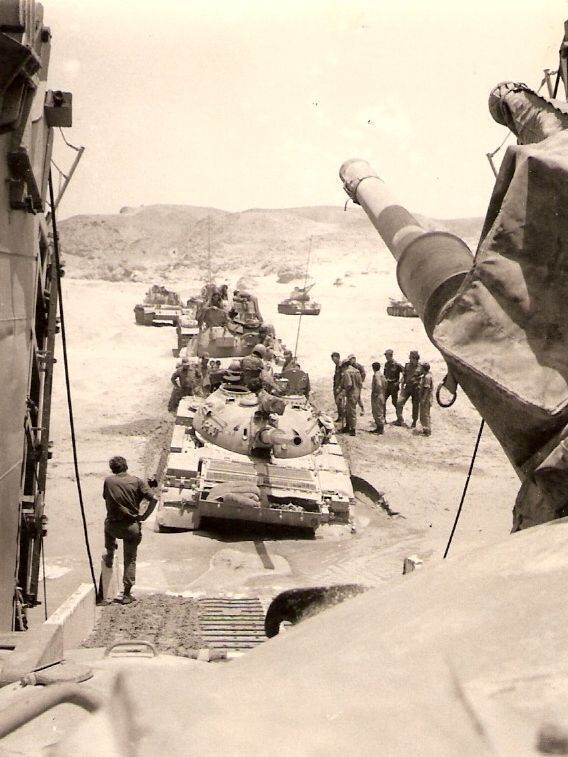
Израильские танки Т-55 и Т-34-85 на учениях перед началом Октябрьской войны 1973 года

Для штурма линии Бар-Лева египтяне отводили 1020 танков, ещё 330 находились в оперативном резерве, 250 в резерве и 100 распределились вдоль берега Красного моря. Израиль на Синайском направлении имел 1088 танков и ещё 164-я и 179-я танковые бригады были переведены в ходе войны с Голанских высот.
Для захвата Синая отводилось около 1350 танков в составе 9 бронетанковых бригад: 1-я, 14-я, 24-я, 2-я, 3-я, 6-я и 22-я были вооружены по штату 868 танками Т-54 и Т-55, 15-я и 25-я танками Т-62. Также была задействована 130-я амфибийная бригада (танки ПТ-76) и пехотные и механизированные бригады (танки Т-34-85). В 1020 танках из первой группы наступающих участвовало 4 бригады вооружённых около 500 Т-54/55, приданные 4-м пехотным дивизиям: 2-й, 16-й (2-я армия) и 7-й, 19-й (3-я армия). Каждая дивизия усиливалась батальоном из 21 САУ СУ-100.
Первый бой танков Т-55 в войне состоялся 6 октября сразу после египетского авиаудара. Взвод израильских танков Ti-67 атаковал гору Цафра в Шарм-эш-Шейхе, которая как сообщили была захвачена египетскими коммандос (для обороны авиабазы в Шарм-эш-Шейхе располагался 225-й танковый батальон). Пока израильтяне разобрались, что на горе находятся только израильские войска, танки Ti-67 убили 2 израильских солдат 904-го пехотного батальона, также был гранатой ранен командир одного из танков. Уничтожив линию Бар-Лева египетские танки пробили израильскую оборону в Синае. К утру 7-го октября были практически полностью уничтожены 14-я и 401-я израильские танковые бригады (эти бригады были разгромлены в основном пехотой), к концу дня разгромлена 460-я бригада, к 7 утра 7 октября 252-я израильская дивизия потеряла 165 танков, египтяне потеряли всего 20 танков, в основном ПТ-76. К концу дня ещё несколько десятков танков потеряли израильские 217-я и 600-я бригады.
8 октября Израиль начал массированную контратаку силами 162-й и 143-й бронетанковых дивизий (240 и 190 танков), 217-я бригада атаковала позиции 18-й дивизии и 15-й бригады в районе Кантары и 500-я бригада позиции 2-й дивизии в районе Деверсуара. Обе контратаки были отбиты, две роты Т-62 15-й бригады отбили атаку израильских «Центурионов» 217-й бригады, в сражении со 2-й пехотной дивизией 500-я бригада израильтян потеряла 30 танков «Центурион». Позже в этот день ещё одна израильская бригада атаковала позиции 2-й дивизии и две бригады позиции 16-й дивизии в районе моста Фирдан. В танковой битве у моста Фирдан Т-55 24-й бригады разгромили 460-ю и 217-ю бригады израильтян, израильтяне потеряли около 60 танков. 2-я дивизия также отбила атаку, уничтожив 50 танков 143-й дивизии. В полосе наступления 3-й армии израильтяне потеряли 40 танков. Египтяне для поддержки 2-й армии перевели на восточный берег 1-ю бригаду. Несмотря на израильское контрнаступление, египтяне смогли продвинуться вперёд на несколько километров. 9 октября 421-я бригада атаковала египетские позиции возле «Китайской фермы», израильтяне были встречены огнём Т-55 1-й и 24-й бригад, потеряли 36 танков M48 и отступили, позже 600-я бригада атаковала 1-ю и 24-ю бригады египтян, но также атака была отбита, потеряв 14 танков M60. 162-я дивизия в этот день потеряла 12 танков и 252-я 18 танков. За два дня Израиль в танковых сражениях потерял 260 танков, ощутимые потери понесли и египтяне. Особенно тяжело было 24-й бригаде, которая за два дня участвовала в трёх крупных танковых сражениях. Точные её потери не публиковались, однако израильские самолёты разведчики 10 октября сфотографировали зону боевых действий и в районе моста Фирдан идентифицировали 24 подбитых египетских танка (следует уточнить что это потери с начала войны а не только 8-го числа).
10 октября израильские контратаки практически прекратились. За 4 дня Израиль потерял половину своих танков в Синае, не добившись ничего. В результате с 10 по 13 октября израильтяне потеряли всего около 50 танков. За первую неделю боёв на египетском фронте было выведено из строя 610 израильских танков, египтяне потеряли 240 танков выведенными из строя, в основном Т-55.
К концу 13 октября Египет в Синае имел около 1000 танков. Ночью с 13 на 14 октября перешли в наступление около 400 египетских танков. 15-я бронетанковая бригада и механизированный батальон начали наступление в направлении перевала Митла, 18-я механизированная в сторону перевала Джеди, 1-я и 14-я бронетанковые на Тасу и 3-я бронетанковая на Белузу. Им противостояло 750 израильских танков. Попав под массированный огонь ПТРК, танков и авиации, египтяне отступили потеряв 264 танка подбитыми (210 безвозвратно) танков, в основном Т-54/55. Погибли командиры 1-й и 3-й танковых бригад Египта. Израильтяне потеряли от 43 до 60 танков подбитыми, в том числе 12 танков Ti-67 и около 60 других бронемашин и орудий. Командир 274-й бригады был ранен, всего 274-я бригада потеряла 24 танкиста убитыми и более 60 ранеными.
Вечером 15 октября израильтяне начали контрнаступление по направлению к «Китайской ферме» силой в около 440 танков 143-й и 162-й дивизий. Это была самая массированная и мощнейшая контратака, были задействованы примерно две трети от всех танков оставшихся в Синае. В авангарде наступления шла 14-я бригада 143-й дивизии (97 танков, 53 M60 и 44 M48). «Китайскую ферму» обороняла египетская 21-я бронетанковая дивизия, в её составе было 136 танков Т-54 и Т-55, 1-я танковая бригада 66 танков, 14-я танковая бригада 39 танков и 18-я механизированная бригада 31 танк. В результате жестокого танкового сражения к 9 утра 16 октября 21-я дивизия смогла разгромить 14-ю бригаду, уничтожив 70 «Паттонов». Оставшиеся израильские танки отступили к форту Лакекан. Командир израильской 162-й дивизии генерал Адан приказал бросить все имеющиеся силы у Израиля в Синае на прорыв 21-й дивизии. Египтян одна за другой атаковали 14-я, 600-я, 217-я, 460-я, 500-я и 421-я бригады, всего около 340 танков (ещё одну бригаду было приказано перевести с Голанских высот). Командир 21-й дивизии приказал 1-й и 14-й бригадам пойти в наступление на израильтян. С 9 утра 16 октября до 12 часов 17 в результате огромной встречной танковой битвы было уничтожено 96 израильских танков, египетская 21-й дивизия также понесла тяжёлые потери. Израильтяне смогли прорваться к Суэцкому каналу, а египетская 21-я дивизия отошла к «Миссури». Утром 18 октября прибыло подкрепление в составе батальона из 21 Т-55 24-й бригады, они также приняли небольшое участие в сражении. По израильским заявлениям египтяне потеряли за три дня почти 400 танков, что значительно больше чем египтяне вообще имели под «Китайской фермой». По данным американских исследователей, основанных на официальных египетских данных, потери 21-й египетской дивизии составили 96 из 136 танков (1-я бригада потеряла 57 Т-55 из 66, 14-я бригада потеряла 19 Т-55 из 39 и 18-я соответственно потеряла 20 Т-55 из 31. Неизвестное число танков потерял батальон 24-й бригады.
Днём 18 октября израильские 14-я и 421-я бригады начали наступление на Исмаилию, 600-я бригада осталась на восточном берегу, 162-я дивизия начала наступление на Суэц, 252-я дивизия, дивизия Сасуна и бригада «Гранит» остались на восточном берегу.
По заявлениям исследователя Михаила Барятинского вечером 19 октября египетское сопротивление было окончательно сломлено. Но по данным американских исследователей египтяне оказывали ожесточённое сопротивление на всех направлениях.
20 октября произошла последняя крупная встреча танков Т-55 и M60 в войне. Чтобы выбить египтян из лагеря Миссури, находившегося чуть севернее «Китайской фермы» (около 40 египетских Т-55 21-й дивизии и батальон Т-55 24-й бригады), был направлен 41 израильский танк M60 (409-й батальон 15 и 410-й 26) 600-й бригады. Израильтяне проиграли танковое сражение, потеряв 22 из 26 танков M60 410-го батальона (больше 50 человек личного состава батальона пострадало и было взято в плен, включая 24 убитых). В это же время ослабленный батальон танков Ti-67 («Группа лентяи») и БТР M113 274-й бригады атаковал позиции египтян на холме Хамуталь. Понеся значительные потери Хамуталь полностью захватить так и не удалось. Это был последний крупный танковый бой возле «Китайской фермы».
С 18 по 21 октября 162-я дивизия смогла окружить Фаид и подойти к Суэцу, потеряв при этом 30 танков, египтяне также потеряли несколько десятков танков. 22 октября египетская пехота и танки нанесли поражение израильским 14-й и 421-й бригадам под Исмаилией. Бригада «Гранит» атаковала позиции 25-й и 130-й египетских бригад возле Кибрит Ист. Израильтяне были отброшены с большими потерями. В конце дня было объявлено перемирие. В ночь с 22 на 23 октября командир 500-й бригады Арие Керен приказал командиру 430-го батальона Еляшиву Шемши нарушить перемирие и начать штурм Суэца. 430-й батальон пошёл в наступление но был разгромлен местным ополчением потеряв 9 танков «Центруион» из 18. 24 октября израильтяне попробовали последнюю попытку штурма Суэца, в атаке участвовало 15 Ti-67. Египетская пехота отбила атаку подбив 10 из 15 танков Ti-67. Суэц израильтянам так и не удалось взять, потеряв при этом 40 танков «Центурион», M48 и Ti-67.
За всё время войны был выведен из строя 441 египетский танк Т-55 (55 % подбитых танков Т-54 и Т-55 были отремонтированы и возвращены в строй). В ходе войны было выведено из строя не меньше 27 израильских танков Ti-67 274-й бригады, было убито 52 танкиста «Тиранов» и 150 было ранено (7 танков безвозвратными и 20 подбитыми). У Израиля к концу войны на обоих берегах Суэцкого канала осталось 570 танков от примерно 1200 (1088 изначальных, плюс бригада с Голанских высот, плюс воздушный мост из США). К концу войны египтяне на территории Израиля имели мощную группировку, включающую 720 танков, ещё несколько сотен танков оставались на западном берегу. Выбить с Синая ни 2-ю, ни 3-ю египетские армии израильтянам так и не удалось.

#### Сирийский фронт
Сирия в ходе войны задействовала 1233 танка, включая около 750 Т-54 и Т-55. Также 30 танков Т-55 задействовало Марокко и около 300 Т-54 и Т-55 задействовал Ирак. Израильтяне имели на сирийском фронте около 900 танков. Танков Т-54 и Т-55 израильтяне на Голанских высотах не имели.
Задействованные Ираком танки Т-55 и Т-54:
3-я бронетанковая дивизия под командованием генерала Мухаммед Фатхи Амин аль-Каваз (Mohammed Fathi Amin Al-Kawaz), в её составе:
6-я танковая бригада под командованием полковника Гази Махмуд аль-Омар (Ghazi Mahmoud Al-Omar): 1-й, 2-й и 3-й танковые батальоны.
12-я танковая бригада под командованием ?: полк «Кутайба» (5 рот танков), полк «аль-Мутасим» (5 рот танков) и резервный батальон (2 роты танков).
8-я механизированная бригада под командованием полковника Махмуд Вахиб (Mahmoud Wahib), в её составе 4-й танковый батальон (5 рот танков).
Для наступления на Голанские высоты отводились 3 пехотные дивизии, с приданными им бронетанковыми и механизированными бригадами. На северном направлении на Кунейтру начала наступление 7-я дивизия (78-я независимая бронетанковая бригада (95 Т-55), 121-я механизированная бригада (41 Т-55) и 1-я марокканская механизированная бригада (30 Т-55)), на центральном от Тель-Хары к Кунейтре 9-я дивизия (51-я бронетанковая бригада (Т-55) и 43-я механизированная бригада (Т-55)), на южном к Рафиду и Ярмуку 5-я дивизия (47-я независимая бронетанковая бригада (95 Т-62) и 132-я механизированная бригада (41 Т-55)). Всего главный удар наносили 540 сирийских танков. Им противостояло 180 танков «Центурион» 7-й и 188-й бронетанковых бригад.
6 октября Сирия начала наступление, уже через 9 часов после его начала к израильтянам прибыло подкрепление, один танк из Коах Цвика. К ночи прибыл 21 танк «Центурион» 179-й бригады. Эти 22 танка вошли в состав 266-го батальона и к утру были практически все уничтожены сирийскими Т-55 51-й бригады. Утром 7-го октября к израильтянам прибыло подкрепление из 50 танков 179-й бригады, 21 «Центуриона» 679-й бригады и 47 «Супер-Шерманов» 9-й бригады. К концу дня прибыли ещё 24 «Центуриона» 179-й и танки 4-й бригад. Столь быстрое прибытие на фронт израильских резервов заставило ввести в бой сирийцами 1-ю бронетанковую дивизию в составе около 230 танков (91-я бронетанковая бригада (Т-62), 4-я бригада (Т-55) и 2-я механизированная бригада (Т-55)). 8 октября сирийцы ввели в бой 3-ю бронетанковую дивизию (81-я танковая бригада (95 Т-55), 65-я танковая бригада (95 Т-55) и 21-я механизированная бригада (41 Т-55)). К концу 8-го октября 188-я бригада израильтян была полностью уничтожена, 7-я бригада практически полностью уничтожена потеряв 98 танков «Центурион» из 105, тяжёлые потери понесла 179-я бригада. Также были потеряны практически все бронетранспортёры, бывшие на Голанских высотах до начала войны и половина артиллерии. Почти все сирийские бригады участвующие в наступлении также понесли серьёзные[какие?] потери. В 7-й пехотной дивизии осталось всего 4 боеспособных танка.
К началу 9-го октября израильские подкрепления составили более 500 танков и несколько сотен орудий. Сирийское наступление было остановлено. 11 октября израильтяне начали контрнаступление. В первом же бою 210-я израильская дивизия потеряла 40 танков и была остановлена. Утром 12 октября была остановлена израильская 36-я дивизия, израильтяне потеряли несколько десятков танков. 12 октября 3-я иракская дивизия попала в засаду 4-х израильских бригад. Израильтяне заявили что уничтожили 80 иракских Т-55 без потерь со своей стороны. После этой победы израильтяне окончательно остановили контрнаступление.
22 октября было объявлено перемирие, но боевые действия малой интенсивности продолжались на Голанских высотах до мая 1974 года. За время войны на сирийском фронте было выведено из строя 300 (по данным Пьерра Рэзокса) или 400 (по советским и данным американского генерала Дона Старри данным), израильских танков, из которых половина была отремонтирована и участвовала в последующих боях, уничтожено 135 БТР и несколько сотен противотанковых средств. Потери арабских сил на сирийском фронте составили 627 танков Т-54/55, оставшихся на поле боя.
Потери танков Сирии, Ирака, Марокко и Иордании составили от 1032 до 1230 танков выведенными из строя, из этого числа 643 танка было потеряно безвозвратно, в том числе от 400 до 500 сирийских, иракских и марокканских Т-54 и Т-55.
Согласно израильским источникам, бронебойные снаряды применявшиеся арабскими танками без проблем пробивали броню израильских «Паттонов» и «Центурионов». 420 арабских танков было захвачено Израилем. Больше всего было захвачено сирийских танков, далее по убыванию египетских, иракских, марокканских и иорданских. Большинство трофейных танков составляли Т-54 и Т-55. Один Ti-67 был захвачен египтянами.
Обычно считается, что большая часть танков в войне была уничтожена ПТУР. Первое успешное их применение создало «психологический эффект». Но несмотря на это, согласно официальному американскому докладу в сентябре 1975 года, не менее 90 процентов потерь арабских танков и 75 процентов — израильских, были поражены вражескими танками. (Израиль признал потерю в войне 1063 танков выведенными из строя, но неизвестно были ли сюда включены абсолютно все танки[уточнить]).

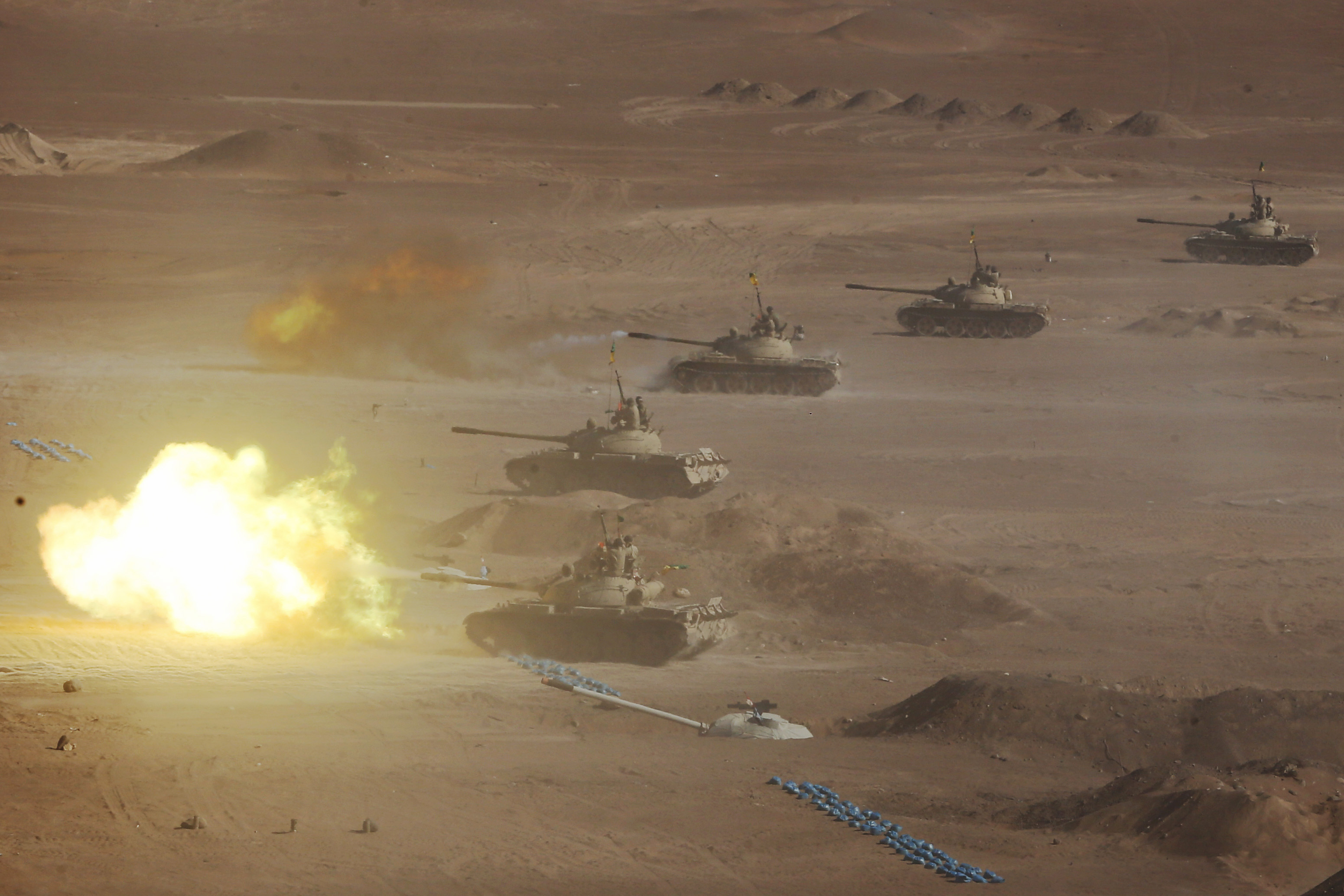
Перуанские Т-55М1 Leon

### Война в Ливане
В ходе гражданской войны в Ливане танки Т-55 применялись всеми сторонами.
1 июня 1976 года Сирия при поддержке 85 танков начала операцию в Ливане. На севере по направлению к Триполи направилась сирийская колонна при поддержке 60 танков Т-55, на востоке по направлению к Бейруту, колонна поддерживаемая 25 танками Т-62. На севере сирийские танки смогли занять города Кубьят и Аракьят, но были остановлены у самого Триполи. На востоке танки заняли долину Бекаа и были остановлены в 25 милях от Бейрута. По заявлениям исследователя К. Сорби сирийцы задействовали для вторжения 250 танков, но он не уточняет какие подразделения и сколько танков имели. Возможно что такое число танков было введено позже, так как в июле количество сирийских танков в Ливане увеличилось до 500—600 штук.
В войне 1982 года Сирия задействовала около 60-70 танков Т-54 и Т-55 в составе двух батальонов 58-й и 85-й механизированных бригад. 10 июня сирийские Т-55 58-й механизированной бригады участвовали в успешной засаде на израильский танковый батальон M48 у Султан-Якуба. В результате боя израильтяне вынуждены были отступить, в их батальоне осталось только 10 неповреждённых танков. 14 июня в Кфар Силе под Бейрутом 85-я механизированная бригада в составе 28 танков Т-54 и Т-55 дала бой наступающим израильским войскам, поддерживаемым батальоном танков Меркава и авиацией. В результате затяжного боя сирийцы потеряли все 28 танков, но израильтянам потребовались почти сутки чтобы продвинуться на 1 км, путь к Бейруту был открыт. По израильской оценке Сирия в войне потеряла около 125 танков Т-54 и Т-55.
Организация освобождения Палестины имела в войне 1982 года в Ливане от 40 до 50 танков Т-54 и Т-55, из которых было потеряно около 10.

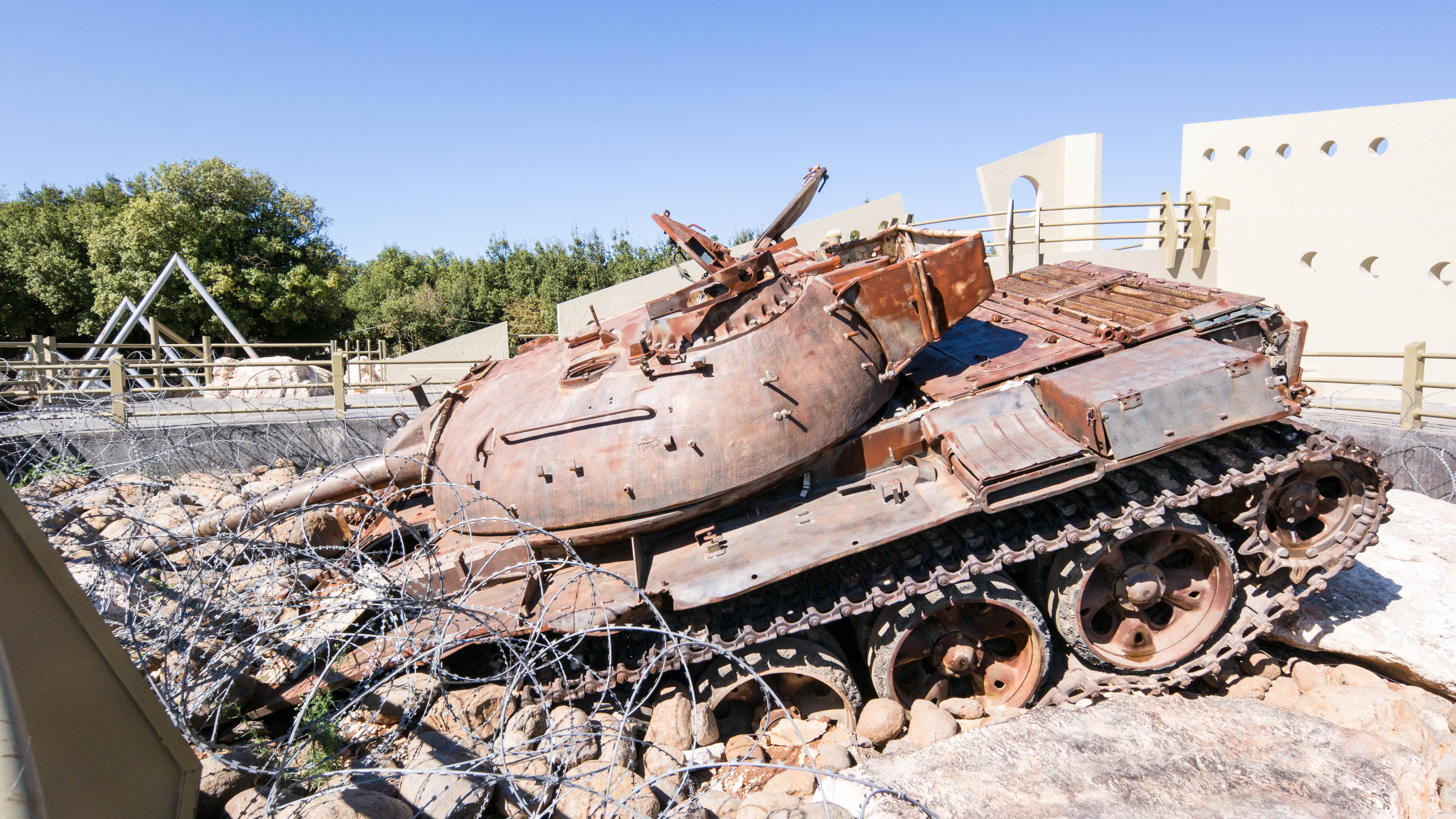
Уничтоженный танк Tiran-5 Армии Южного Ливана в музее в Ливане

По состоянию на сентябрь 1985 года у милиции Амаль имелось около 50 танков Т-55; у Друзов от 50 до 100 Т-55, 3 M48 и других; у Ливанских сил имелось 50-60 танков Ti-67, «Шерман», M48 и других; у официальной армии Ливана оставалось около 130 танков различных типов. В ходе уличных боестолкновений на западе Бейрута в сентябре было уничтожено два танка Т-55 милиции Амаль.
В 1986 Израиль передал армии Южного Ливана 10 танков Т-54 и Т-55 (израильской модификации Ti-67), в 1987 году ещё 24 таких танка, в результате у АЮЛ появился танковый полк, имевший на вооружении около 55 танков Ti-67 и «Шерман».
По состоянию на начало 2000 года у армии Южного Ливана оставалось около 30 танков Ti-67 и до 15 «Шерманов». Далее армия Южного Ливана была разгромлена и 7 танков Ti-67 стали трофеями Хезболлы.

### Война за Огаден
В ходе крупного конфликта между Эфиопией и Сомали в 1977—1978 годах Т-54 и Т-55 использовались обеими сторонам.
В первоначальный период войны использовалось 50 сомалийских танков этого типа.
17 августа Сомали совершило попытку захватить танками город Дыре Дауа (Dire Dawa, это была вторая попытка штурма с начала войны). Сомалийцы во время боя задействовали 16-й батальон 14-й танковой бригады в составе 32 танков Т-55, силы эфиопов в основном составляла пехота, за исключением 2 танков M47 80-го танкового батальона. На подступах к городу 3 сомалийских танка подорвались на минах. Однако, сомалийским танкистам удалось пройти эфиопское сопротивление и с боем прорваться к аэродрому возле города. Немногие выжившие эфиопские операторы орудий после боя говорили что сомалийцы расстреливали их буквально «в упор». Огнём танков Т-54 и Т-55 на аэродроме были уничтожены 8 эфиопских боевых самолётов B.17, 1 штурмовик 1 T-28 Trojan и почти все железобетонные укрытия для авиации. Танковым огнём также были разрушены вышка управления полётами, резервуары с топливом, топливо-заправочная станция, железобетонный завод и другие промышленные объекты. Эфиопия начала экстренную переброску подкреплений, однако остановить сомалийские танки смогли только массированные налёты эфиопской авиации, которые по западным данным вывели из строя 16 танков (по другим данным 11). Согласно заявлениям эфиопов сомалийцы всего в ходе сражения потеряли 21 из 32 задействованных танков Т-55, в доказательство своих слов эфиопы продемонстрировали журналистам 11 сомалийских танков, часть из которых была брошена так как застряла в грязи.
Основная часть танковых боёв произошла во время битвы за Джиджигу, в которой сошлись 124 сомалийских танка Т-55 и Т-34-85 против 108 эфиопских танков M47 «Паттон», M41 «Уокер Бульдог» и Т-34-85. 12 сентября Джиджига перешла под полный контроль сомалийцев, в ходе крупнейшего танкового сражения эфиопы потеряли 43 танка, 28 бронетранспортёров и несколько САУ M109.
С начала всей войны и к моменту взятия Джиджиги Эфиопия потеряла 75 танков (из примерно 120) и 71 бронетранспортёр, не считая САУ, парк эфиопских танков M41 был уничтожен и захвачен в полном составе.
Потери сомалийских танков были значительно меньше, по данным ЦРУ по состоянию на 18 октября потери сомалийских танков Т-54, Т-55 и Т-34-85 составляли от 40 до 50 штук (из примерно 200).
Во время контрнаступления сомалийские танки понесли большие потери от огня кубинских Т-62 и были выбиты с захваченной территории.

### Йеменские войны
На территорию Йемена было доставлено более 600 танков Т-54 и Т-55, которые участвуют в многочисленных гражданских войнах между йеменцами. Первый раз эти танки были массово применены в 1979 году, потом в 1986, потом в 1994, и далее продолжают применяться по сей день.
В 1990 году Северный и Южный Йемен объединились. Одним из принципов объединения было смешение северных и южных воинских частей друг с другом. Северяне перед объединением имели от 715 до 800 танков, южане от 480 до 530 танков. Перестрелки между северянами и южанами происходили довольно часто. В феврале 1994 года произошли вооружённые столкновения в провинции Абьа в южной части страны. Бригада «Амалика» северян уничтожила 3 танка Т-62 и захватила 7.
В феврале 1994 года боевые действия перешли уже на большой уровень. 27 апреля на территории военной базы Амран в северной части страны располагались 1-я танковая бригада северян (M60A1 и Т-55) и 3-я танковая бригада южан (Т-62 и Т-55), в общей сумме около 200 танков, при этом у южан имелось на 30 % танков больше. По данным американского журналиста Тима Макинтоша в тот день южане первыми открыли огонь из танков по северянам, по данным английского журналиста Майка Келли первыми открыли огонь танки северян. В результате завязалась танковая битва, танки и орудия стреляли друг в друга буквально «в упор». Битва закончилась через 20 часов, десятки танков были подбиты, было убито 79 человек. Отдельные танковые дуэли продолжались до 30 апреля. Танки южан потерпели поражение потеряв по западным данным 60 машин, потери северян неизвестны. Местное население, члены Бакильской конфедерации поддержали южан, уничтожив 13 танков северян. По арабским данным в этом сражении у обеих сторон было убито и ранено более 450 человек, более 150 танков и 22 САУ было уничтожено, 159 зданий было разрушено танковым огнём.
10 мая в районе провинции Лахиж (Южный Йемен) бригада «Аббуд» южан нанесла поражение бригаде «аль-Хамза» и частям республиканской гвардии северян. 2-я танковая бригада северян потеряла около 25 танков в этом бою. 14 мая колонна танков северян застряла в пустыне возле Баб аль-Мандиба и была полностью уничтожена огнём корабельной артиллерии южан. 20-я бригада северян, располагавшаяся в городе Мукайрас, была разгромлена 30-й бригадой южан, а её бронетехника стала трофеями. Однако, уже 16 мая подразделения 8-й бригады Специального назначения северян нанесли поражение 30-й бригаде и взяли Мукайрас. 20 мая северяне взяли военную базу аль-Анад и возле порта Ирках разгромили бригаду южан «Салах аль-Дин», которая потеряла много техники в этом бою. Наступление на Лахиж давалось северянам довольно медленно, лишь в первой неделе июня, при поддержке исламистских боевиков северянам удалось захватить город. К началу июля силы южан истощились и они капитулировали. Танки 1-й дивизии полковника Али Мохсина сыграли решающую роль в победе северян в войне. Количество танков потерянных в войне точно неизвестно, официальные лица бывшего Южного Йемена оценивали потери северян в несколько сотен танков.

### Война в Западной Сахаре

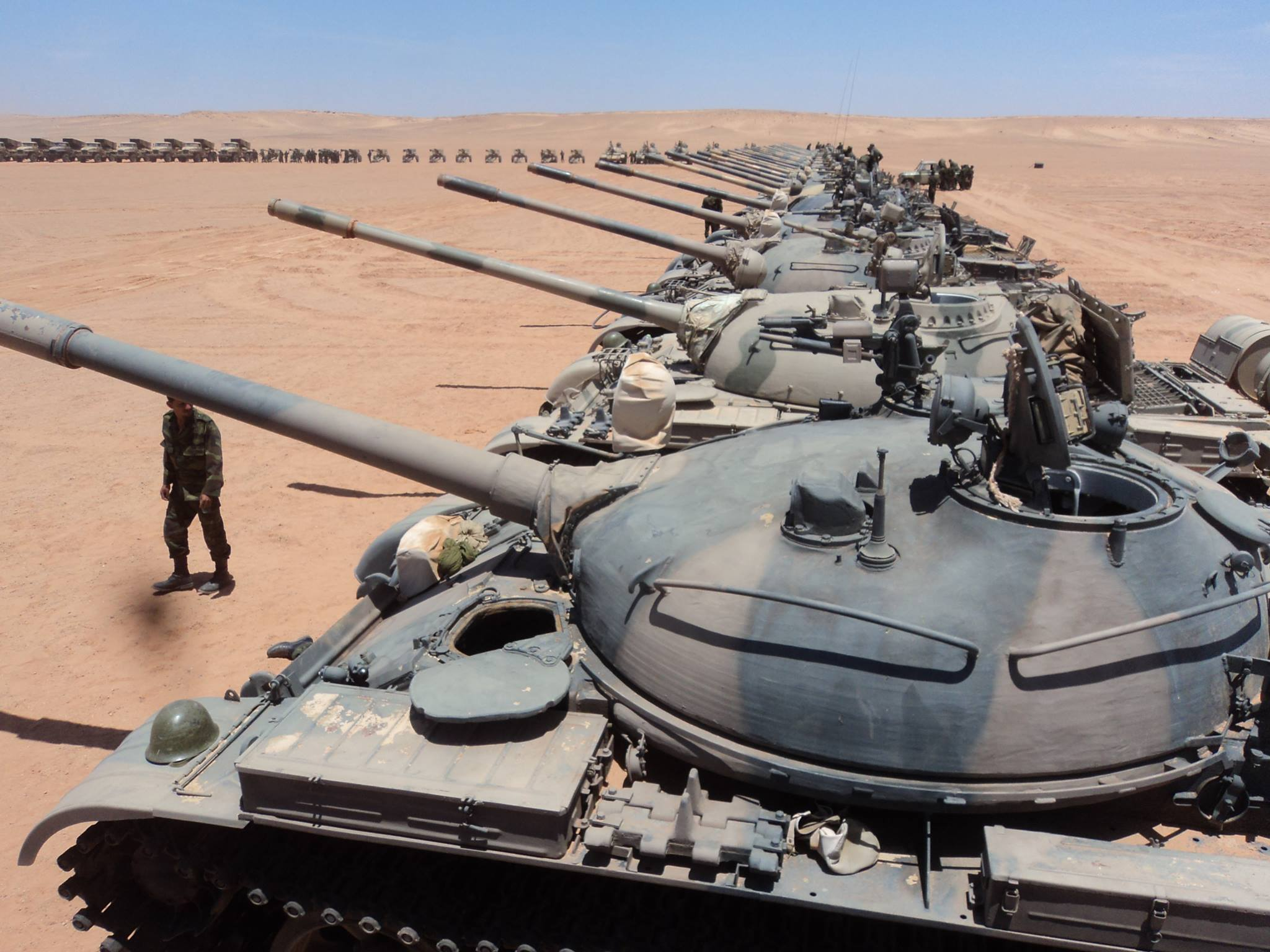
Танковый полк Полисарио

В ходе войны танки Т-54 и Т-55 имели и Полисарио и Марокко. С 1962 по 1968 год Советский Союз поставил Марокко 120 танков Т-54.
24 августа 1979 года в Лебуйрате произошло крупное сражение с участием марокканских Т-54. Марокканский гарнизон составлял около 1000 человек при поддержке 3-го механизированного полка из танков Т-54. В результате нападения марокканцы никак не смогли себя показать в этом бою и уже через 40 минут обратились в бегство. В расположении военной базы бойцы Полисарио захватили от 51 до 62 единиц бронетехники (в том числе от 26 до 37 танков Т-54, 13 БТР ОТ-62 и 12 французских бронемашин). Хотя сахарцам удавалось захватывать марокканские танки и раньше, впервые трофеи были в таких больших количествах.
В 1980 году Полисарио получил около 50 танков Т-55А от Алжира, они вместе с трофейными марокканскими Т-54 участвовали в столкновениях с марокканскими войсками.
13 октября 1981 года началось крупнейшее сражение войны, 3000 солдат Полисарио при поддержке 90 бронемашин, в том числе 10 танков Т-55, 20 БМП-1, 30 БТР-60 и 30 Cascavel начали штурм марокканской базы в Гельта-Земмур. Наступление было начато после получения Полисарио новых систем ПВО. Марокканский гарнизон состоял из 2600 человек, поддерживаемых 4 ротами бронемашин AML-90 и несколькими десятками орудий. К 29 октября гарнизон был полностью разгромлен. В качестве трофеев Полисарио захватили 115 джипов и грузовиков, 25 орудий и миномётов, 23 РПГ и 1 РЛС. Полисарио подтвердило потерю 3 танков Т-55, 2 БТР-60 и 1 БМП-1.
8 января 1982 года Полисарио при поддержке 24 танков Т-55 и Т-54 совершили рейд на марокканскую базу в Рас ель Канфра. Атака сахарцев была отбита, марокканцы заявили что подбили 6 бронемашин и захватили 1 танк при потере 6 джипов и нескольких орудий, сахарцы объявили об уничтожении 3 бронемашин, 3 джипов с ПТРК и 16 орудий. В ходе сражения впервые марокканцам удалось захватить танк Т-55, было выяснено что танк был изготовлен в Чехословакии, передан Алжиром и успел проехать к моменту захвата 887 километров.
С 13 октября по начало ноября 1984 года Полисарио совершило массовые рейды на марокканские укрепрайоны. В результате наступления 8 укрепрайонов было уничтожено, марокканцы потеряли 13 танков M48 и SK-105, 17 БТР M113, 18 миномётов и 1 безоткатное орудие.
25 ноября 1984 три пехотных батальона Полисарио при поддержке почти всей своей бронетехники (двух батальонов, всего около 50 Т-55 и 50 БМП-1) начали штурм оккупированного марокканцами городка Хоуза. Марокканцы заявили что подбили 8 Т-55 и 2 БМП-1, однако журналисты с марокканских позиций увидели только один подбитый танк Т-55 и 6 автомашин.
По состоянию на конец 1984 года марокканцы оценивали состав бронетехники Полисарио в два батальона, около 50 Т-54 и Т-55 и около 50 БМП-1.
12 января 1985 года батальон танков Т-55 и батальон БМП-1 Полисарио на 15 км фронте развернули наступление по направлению к поселению Махбес, которое находилось возле защитной стены. В результате разгорелись активные бои с применением бронетехники. Марокканцы в этом районе имели большое количество танков. Сахарцы успели во многих местах проломить стену и разрушить насыпь, но ценой больших потерь марокканцам всё же удалось стабилизировать обстановку. Марокко потеряло в этом бою 17 танков M48 и SK-105, 14 лёгких бронемашин и 21 орудие, заявив при этом о подбитии 6 Т-55, 2 БМП-1 и 6 «Лэнд Роверов».
25 февраля 1987 года пехота Полисарио при поддержке роты танков совершила рейд на марокканскую военную базу Фарсия. В результате марокканский укрепрайон был разгромлен. Были захвачены 1 танк, 6 автомашин, 7 орудий, 12 ПТУР и 5 РПГ.
7 октября 1989 года пехота Полисарио, при поддержке танков Т-55 начали серию рейдов на Гельта-Земмур. В результате продолжавшихся весь месяц рейдов было разрушено 15 километров защитной стены на границе с Мавританией, марокканцы понеся тяжёлые потери были отброшены на 25 километров.

### Война в Афганистане
Советские и афганские Т-55 принимали участие в боевых действиях против моджахедов. К моменту начала войны в Афганистан было поставлено около 250 танков Т-54 и 50 Т-55, в ходе войны было дополнительно поставлено 500 танков Т-55..
Был зафиксирован случай когда советский Т-55 получил 7 попаданий РПГ (все гранаты пробили броню) и при этом не вышел из строя, потерь среди экипажа тоже не было.
Потери танков неизвестны. В 1984 году при захвате одного афганского гарнизона трофеями моджахедов стали сразу 8 Т-55.

### Ирано-иракская война
Применялись Ираком, Ираном и иранскими партизанами (МЕК).
К началу войны Ирак имел около 850 танков Т-55 и Т-54. Они были на вооружении 9-й, 17-й (частично), 26-й, 34-й, 37-й, 43-й, 45-й (частично) танковых бригад (до 100 Т-55 и Т-54 в каждой бригаде, кроме 17-й и 45-й), 1-й, 8-й, 14-й, 15-й, 20-й, 23-й, 24-й и 27-й механизированных бригад (до 30 Т-55 в каждой бригаде) и 1-й, 4-й, 7-й, 8-й и 11-й пехотных дивизий (до 30 Т-54 в каждой дивизии). Ирак в ходе войны купил до 2560 танков этого типа у ГДР, Польши, Румынии, Китая, Египта и СССР. То есть всего в ходе войны Ирак задействовал около 3400 танков данного типа. Трофейные иранские танки вставали на вооружение этих же подразделений.
Иран первые танки этого типа (60 Т-54 и 65 Т-55) получил в 1981 году из Ливии и принял на вооружение 88-й бронетанковой дивизии, позже большое количество танков поставили Сирия (120 Т-55), Китай (300 Type-59 и 500 Type-69) и возможно КНДР и Болгария, которые встали на вооружение 14-й механизированной дивизии и 20-й и 30-й танковых бригад. То есть всего Иран приобрёл около 1000 танков данного типа. Трофейные иракские танки вставали на вооружение танковой бригады 84-й механизированной дивизии.
Обе стороны также применяли в ходе войны сверхдальнобойные САУ Т-55-170 M-1978 «Коксан».
В ходе войны иракские Т-55 показали способность успешно бороться с намного более современными танками «Чифтен». Показательным стал бой под Хорремшехром 11 октября 1980 года. 10 октября 26-я танковая бригада Ирака форсировала реку Карун и захватила город Даркховейн. Иранский гарнизон успел сообщить в этом иранцам в Ахвазе. На помощь к городу из Ахваза был отправлен батальон танков «Чифтен» 92-й бронетанковой дивизии. 11 октября батальон иракских Т-55 атаковал батальон иранских «Чифтенов», прикрывающих крупный конвой, иранцы были разгромлены потеряв около 20 «Чифтенов» и несколько других бронемашин. Захваченные иранские танки были выставлены в Багдаде для журналистов.
18 октября, буквально через неделю после разгрома «Чифтенов», 26-я бригада под Хорремшехром одержала ещё более внушительную победу. На севере ключевого города в ходе штурма танками Т-55 была захвачена крупная база военной техники. В качестве трофеев иракцам досталось 80 иранских танков и несколько 175-мм самоходных орудий M-107.
В феврале 1983 года иранские Type-69 под Эль-Амарой столкнулись с танковой бригадой иракских Т-72. Иранцы были отброшены с большими потерями.
14 марта 1988 года 84-я механизированная дивизия Ирана начала наступление в иракском Курдистане по направлению к дамбе на озере Дукан. Пушечным огнём была рассеяна 43-я пехотная дивизия Ирака, что позволило иранской пехоте захватить дамбу. Дальнейшее продвижение иранцев остановили массированные налёты иракской авиации.
18 июня 1988 года МЕК используя переданные Ираком танки Т-55 при поддержке иракской авиации провели операцию «Сорок Звёзд», в ходе которой был захвачен город Мехран и практически полностью уничтожены 16-я танковая и 11-я пехотная дивизии Ирана. В качестве трофеев были захвачены 54 танка, в том числе 38 «Чифтенов» и 14 «Скорпионов», 13 САУ M109, 48 БТР M113, 8 130-мм орудий и 25 джипов с 106-мм безоткатными орудиями.
До 300 иракских Т-55 и других танков этого вида было захвачено Ираном. Иракцы захватили столько же этих танков у Ирана. Точные данные общих потерь неизвестны.

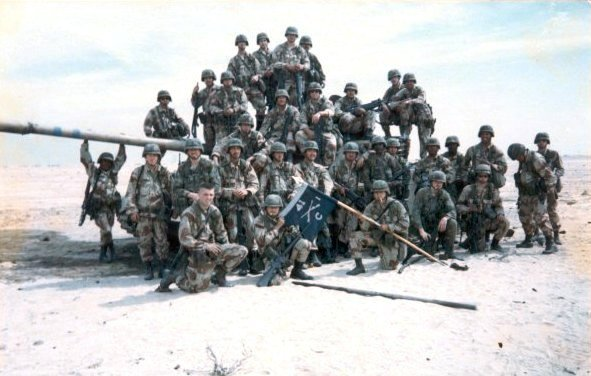
Американцы захватили иракский Т-55

После окончания войны Ирак на основе боевого опыта провёл модернизацию танков, имевшихся на вооружении. В 1989 году на выставке в Багдаде экспонировался прототип танка Type-69Q-M2 с 125-мм пушкой и автоматом заряжания и Type-69 с блоками композитной брони, прозванный на западе «Энигма». Также в одном экземпляре была разработана САУ Т-55-130 с 130-мм пушкой и самоходный 160-мм миномёт Т-55-160 в количестве 18 штук.

### Карабахская война

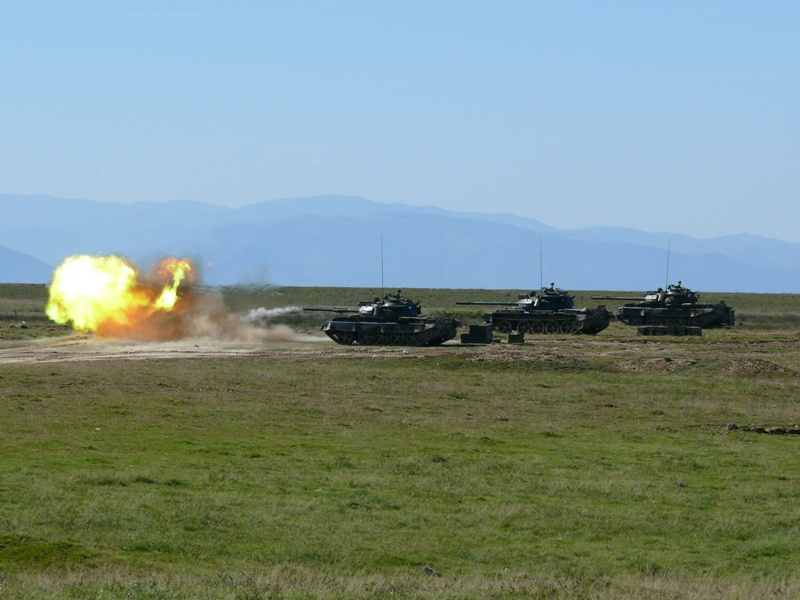
Танки Т-55М ведут огонь

Известно что они использовались как минимум в сражениях за Степанакерт, Агдам и Кельбаджар, которые закончились поражением Азербайджана. С другой стороны, известен случай когда азербайджанский танк Т-55 с расстояния 1200 метров бронебойно-подкалиберным снарядом вывел из строя армянский танк Т-72. Украина в ходе войны поставила азербайджанцам 100 танков Т-55. Азербайджан признал потерю в ходе войны 51 танка Т-55 захваченными и уничтоженными.

### Война в Персидском заливе
Перед войной у Ирака имелось 3000 (по другим данным 3600) танков Т-54, Т-55, Type-59, Type-69 и TR-580. По американским данным Ирак потерял более 1500 танков этого типа.
Битва за Хавджи
Т-55 были основным участником сражения за приграничный саудовский город Хафджи.
29 января 1991 года иракским танкам механизированной дивизии удалось захватить город и удерживать его в течение 36 часов. В одном из боёв между катарскими AMX-30 и взводом иракских Т-55, три Т-55 были уничтожены и один захвачен. В свою очередь огнём Т-55 были уничтожены два танка AMX-30 и по меньшей мере один V-150. Попадание одного 100-мм снаряда в V-150 убило весь экипаж и полностью уничтожило машину. Всего были успешно отбиты две контратаки бронетехники саудовско-катарских сил (первая вечером 29-го, вторая утром 30-го) и лишь на третий раз войскам коалиции удалось отбить город
По данным коалиции за всё время боёв в Хавджи было подбито 11 иракских танков Т-55.
Наземное наступление Многонациональных Сил
Вечером первого дня наступления 24 февраля 2-я дивизия морской пехоты США захватила целый батальон иракских Т-55 в исправном состоянии.

### Война в Словении
Югославская народная армия применяла Т-55 в неудачных операциях против словенского ополчения. Несмотря на то, что война была короткой и с малыми жертвами, бронетехника успела понести потери. В бою под Нова-Горицей словенский отряд подбил два Т-55. 27 июня 1991 года шедшая из Марибора колонна Т-55 досталась словенцам без единого выстрела после того, как экипажи танков бросили свои машины.

### Война в Ираке
23 марта 2003 года иракские танки этого типа (Type-69) участвовали в разгроме колонны 507-й ремонтной роты США возле Насирии.
26 марта 2003 года группа Т-55 пыталась прорваться из Басры, потеряв до 15 танков от огня Challenger 2.

### Российско-Украинская война
В ноябре 2022 Словения поставила 28 M55S на Украину.
22 марта 2023 года группа расследователей Conflict Intelligence Team (CIT) под заголовком «Расконсервация выходит из-под контроля: Россия снимает с хранения Т-54» опубликовала полученные от источника фотографии железнодорожного состава с танками, который двигался с Дальнего Востока на запад России. На платформах заметны были снятые с консервации танки Т-54 и Т-55. До этого самыми старыми из танков, которые армия РФ использовала против Украины, были Т-62, производившиеся с 1961 года. Применение российской армией Т-55 отмечено, в частности, в боях около Работино в феврале 2024 года, где одно подразделение предположительно 42-й гвардейской мотострелковой дивизии использовало немодернизированные танки этого типа. По оценке Международного института стратегических исследований, на декабрь 2024 года Россия потеряла 10 танков Т-55.

## Сохранившиеся экземпляры
| Тип  | Местонахождение                                                                  |
| ---- | -------------------------------------------------------------------------------- |
| Т-55 | Музейный комплекс УГМК, Верхняя Пышма, Свердловская область                      |
| Т-55 | Парк Победы, Кемерово, Кемеровская область                                       |
| Т-55 | Мемориал павшим воинам, г. Кимовск Тульской области, на южной оконечности города |
| Т-55 | Площадь Победы, г. Воркута, Республика Коми                                      |
| Т-55 | Парк Победы, г. Уфа, Республика Башкортостан                                     |

## Галерея

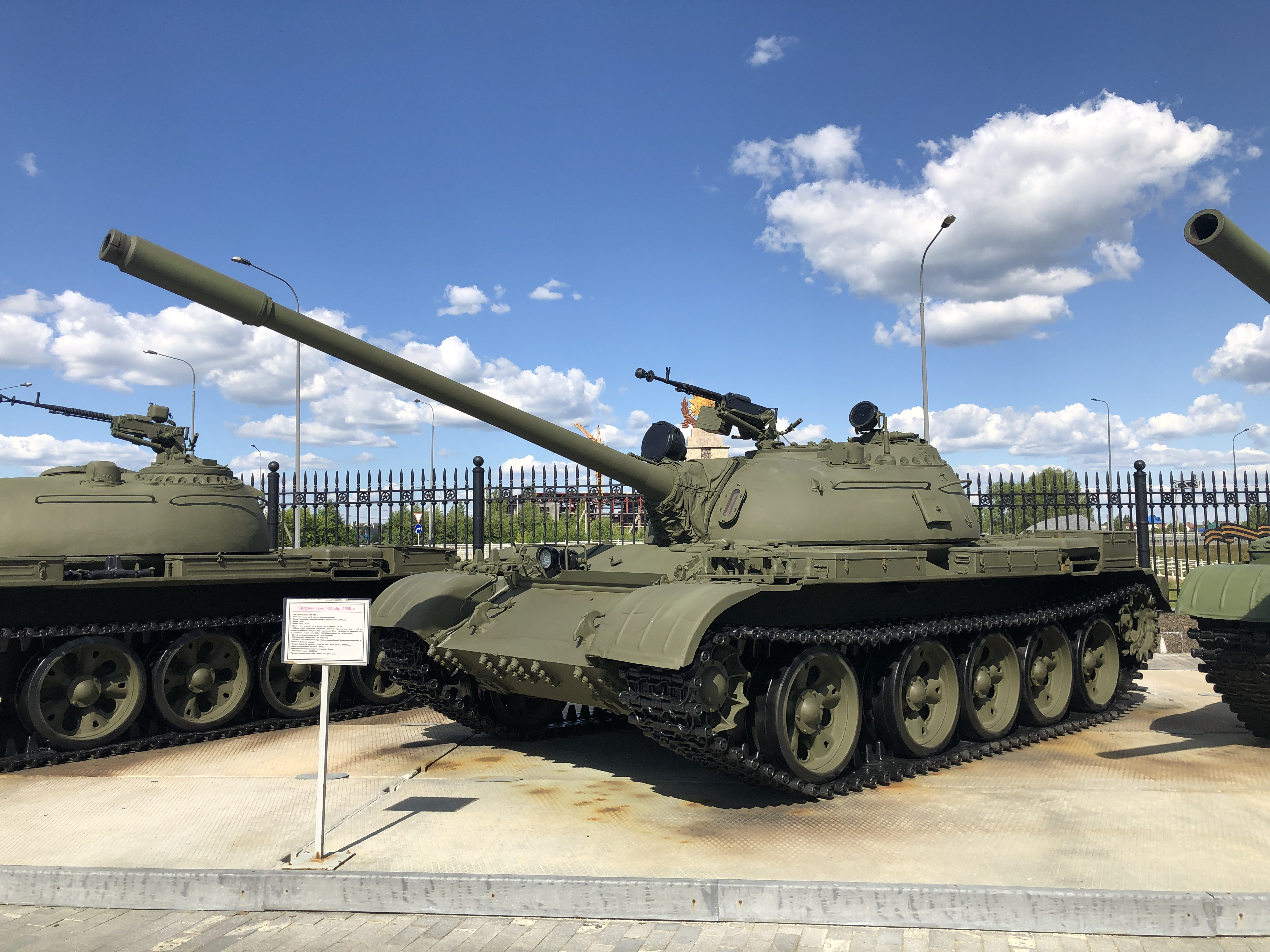
Музейный комплекс УГМК, Верхняя Пышма
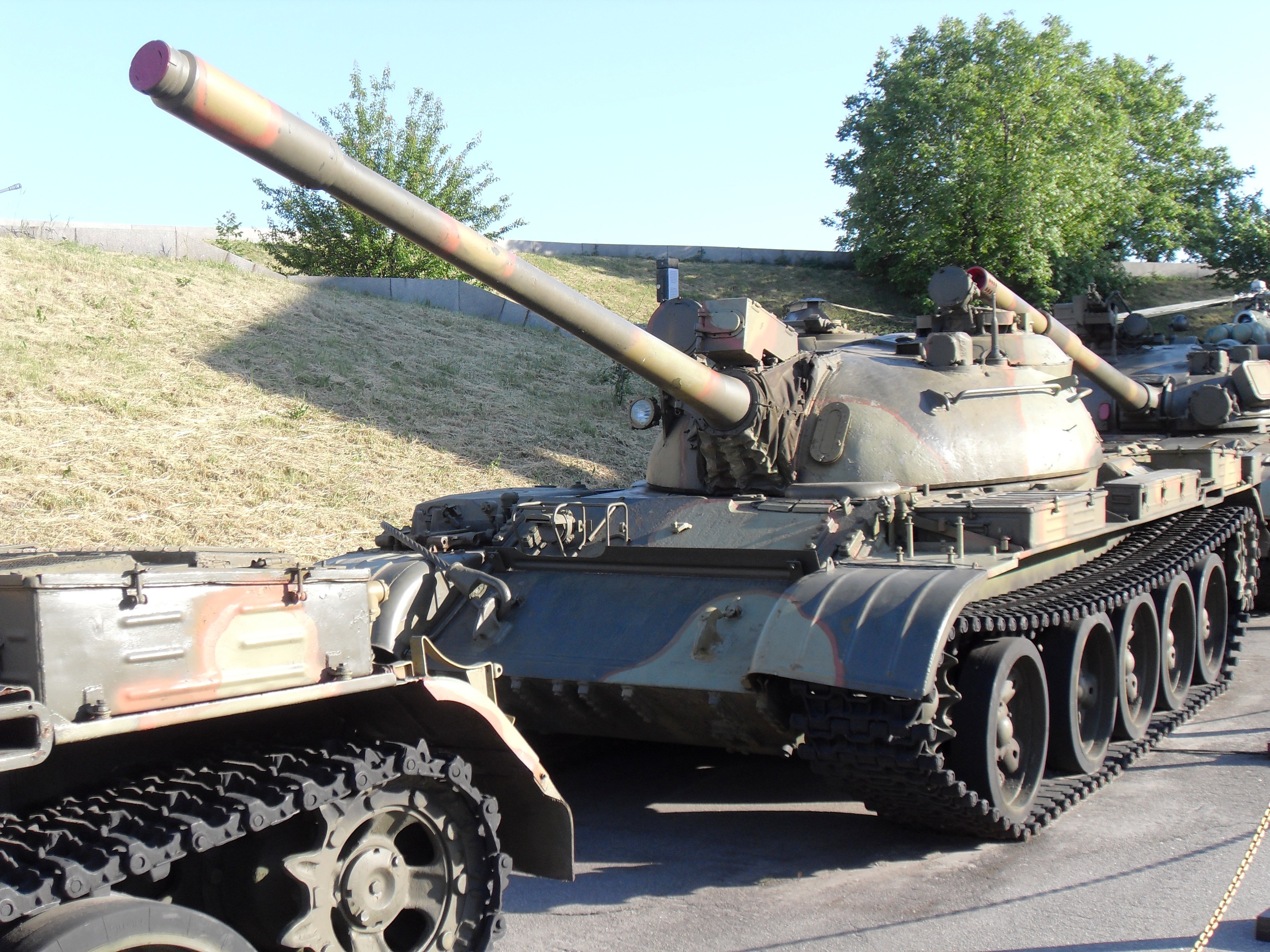
Музейный комплекс "Трагедия и доблесть Афгана", Киев

## Тактико-технические характеристики
ТТХ танка:
- Масса, т: 36
- Длина с пушкой вперёд, мм: 9000
- Длина, мм: 6200
- Ширина, мм: 3270
- Высота, мм: 2350
- Клиренс, мм: 425
- Экипаж: 4 человека

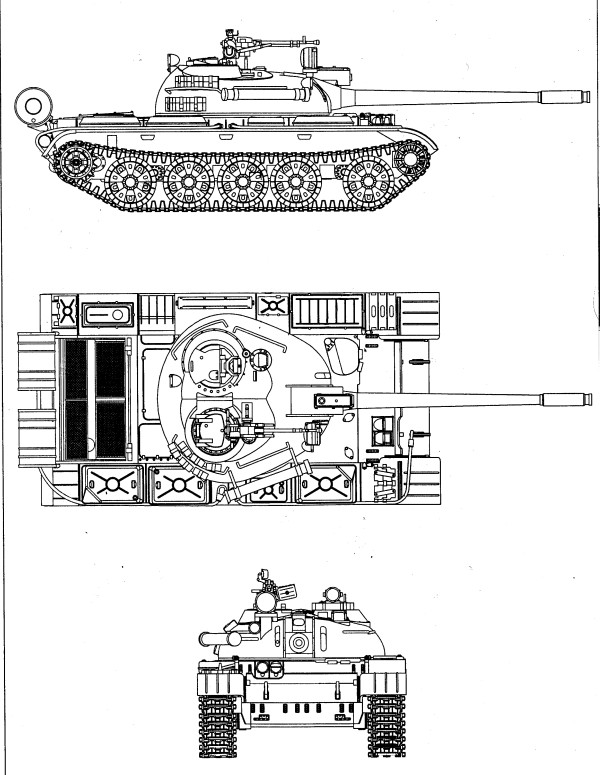
Т-55 в трёх проекциях

- Вооружение: 100-мм пушка Д-10Т2С; 2×7,62-мм пулемёта (спаренный с пушкой в башне и курсовой в лобовом листе корпуса).
- Боекомплект пушки: 43 выстрела
- Тип двигателя: дизельный В-55В
- Мощность двигателя, л. с.: 580
- Скорость по шоссе, км/ч: 50
- Запас хода по шоссе, км: 500